# Mouvement pour les droits des personnes autistes
Vous lisez un « article de qualité » labellisé en 2016.
 (février 2025).

Un symbole de l'infini aux couleurs de l'arc-en-ciel symbolise le spectre autistique et le mouvement de la neurodiversité.

Le mouvement pour les droits des personnes autistes, également connu sous le nom de mouvement pour la culture autiste, est un mouvement social né à la fin des années 1980 sur l’initiative de personnes autistes revendiquant leur droit à l'expression de la diversité humaine, tout en luttant contre l'exclusion. Les idées centrales de ce mouvement d′autonomisation sont de participer à l'auto-soutien des personnes autistes, et de défendre la neurodiversité, en refusant les politiques eugénistes et les représentations négatives en matière d'autisme. L'idée d'une « guérison de l'autisme » est remise en cause. Ce mouvement recherche une meilleure compréhension entre personnes autistes et non autistes, ainsi que leur droit à vivre dignement au sein de la société, avec les particularités dues aux troubles du spectre de l'autisme (TSA). Certains militants souhaitent pouvoir exprimer librement des comportements dus à l'autisme, tels que le refus de sociabilisation et les stéréotypies. D'autres soutiennent les interventions permettant de réduire ou de supprimer ces comportements. En 2004, l'association Aspies For Freedom a demandé la reconnaissance de la communauté autiste en tant que minorité culturelle. Depuis 2008, l'ONU a défini les droits des personnes autistes grâce à la convention relative aux droits des personnes handicapées, signée par 160 pays en 2016.
Le mouvement compte de multiples associations, principalement de droit américain, dont la première est l′Autism Network International, fondée en 1991. La première association francophone, SATEDI, est enregistrée en 2004. En plus des messages adressés aux personnes non autistes et aux professionnels de santé pour mieux partager leur subjectivité, les personnes autistes souhaitent participer aux politiques de santé publique qui les concernent, et organisent des réunions événementielles par et pour leur communauté. L′Autistic Pride Day, ou « journée de la fierté autiste », a été créé en 2005. Une multitude de sites web, des vidéos et une abondante blogosphère sont consacrés à ce mouvement. Temple Grandin fut la première personne impliquée, aux États-Unis. Elle est suivie par Jim Sinclair, Donna Williams en Australie, Michelle Dawson au Canada, plus récemment Josef Schovanec en France. Le militantisme en ce domaine reste surtout anglo-saxon. Certains chercheurs et professionnels de santé du domaine de l'autisme, notamment Tony Attwood et Laurent Mottron, soutiennent eux aussi la reconnaissance de l'autisme comme une différence plutôt qu'une maladie à combattre.
Ces revendications font l'objet de critiques issues d'horizons variés, principalement de parents d'enfants autistes, mais aussi d'autres militants et de professionnels de santé. Ils soulignent des dérives communautaristes, le comportement de militants qui nourrissent un sentiment de supériorité, des sur-diagnostics ou auto-diagnostics d'autisme, et la nécessité du « soin » pour le bien-être et l'avenir des enfants autistes plus lourdement handicapés. Les problèmes médicaux et sociaux rencontrés dans l'accompagnement des personnes autistes moins fonctionnelles sont souvent cachés ou minimisés par ce mouvement.

## Définition et description

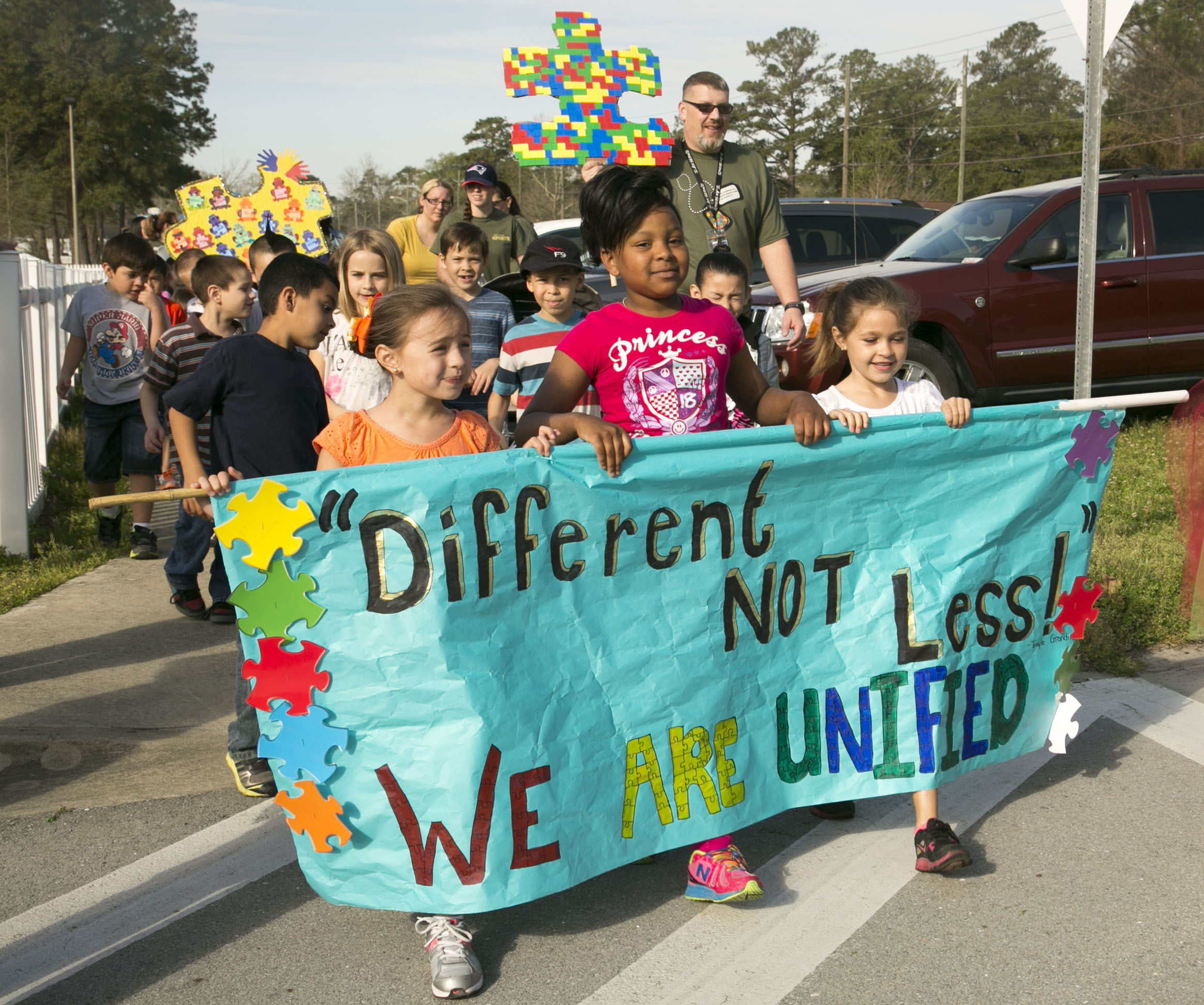
L'expression Différents, mais pas inférieurs ! Nous sommes unis (en, en anglais), pendant le mois de sensibilisation à l'autisme (en).

Ce mouvement social est né dans les pays anglo-saxons, sous le nom anglais de Autism Rights Movement, abrégé « ARM ». En français, on parle de « mouvement pour les droits des personnes autistes », pour la « culture autiste », ou encore de « mouvement pour la neurodiversité ». À la fois identitaire et culturel, ce mouvement ne recherche pas les causes médicales de l'autisme, mais celles de l'exclusion sociale des personnes autistes, en s'appuyant sur le modèle social du handicap,. La situation de handicap est supposée être causée par le rejet de la différence (vue comme de la folie ou de l'idiotie), et par les hypo ou hypersensibilités sensorielles des personnes autistes. De ce point de vue, les personnes qui s'écartent de la norme ne devraient pas être corrigées médicalement. Une grande partie des militants cherchent à ne plus être considérés comme des patients à soigner. Un slogan du mouvement est « rien pour nous sans nous » (en anglais, nothing about us, without us), signifiant le désir de contribuer activement à la recherche scientifique et aux politiques de santé publique en matière d'autisme.
Le mouvement vise la défense des droits des autistes par l'auto-soutien (self-advocacy) et l′autonomisation (empowerment), à travers la constitution d'une communauté et l'augmentation de sa visibilité publique, tout en luttant contre le modèle médical de l'autisme, qui définit l'autisme comme une maladie, du moins comme un trouble à corriger. Les militants re-définissent l'autisme comme une différence, qui peut être source de fierté,. Ils s'inscrivent dans la lignée des mouvements pour les droits des personnes handicapées et les droits de l'homme revendiqués par les minorités, à travers la défense d'une culture autiste, et la demande adressée à la société d'« accepter [les personnes autistes] comme elles sont ». D'après la journaliste scientifique Bijal Trivedi, l'organisation d’événements internationaux, durant lesquels défilent des personnes revendiquant leur « fierté d'être autistes », s'apparente, dans ses idées et son déroulement, à des événements comme la Gay Pride, organisée par les personnes homosexuelles.
D'après la sociologue française Brigitte Chamak, l'idée centrale de ce mouvement est la revendication du concept de neurodiversité au sein d'associations de personnes autistes, et le changement de définition de l'autisme, vu comme un mode de fonctionnement cognitif alternatif qui ne demande aucun traitement. Ce mouvement est à l'origine de la création et de la diffusion de nouveaux mots et concepts, tels que celui de « neurodiversité », l'expression « neurotypique » pour désigner les personnes non autistes, et des diminutifs, comme « Aspie » pour les personnes avec syndrome d'Asperger, et « Autie » pour les personnes ayant un autisme classique. Il défend l'idée selon laquelle l'humanité a besoin de la neurodiversité apportée par les personnes autistes, de la même manière qu'elle a besoin de biodiversité. Un certain humour est omniprésent, apparaissant en contraste avec l'idée générale selon laquelle les personnes autistes en manqueraient.
Chamak note également que le mouvement vise à modifier la culpabilité en matière d'autisme, en passant du modèle médical qui blâme la personne autiste elle-même pour son comportement, au modèle social accusant le système et la société. Cette accusation contre la société est globalement partagée par tous les acteurs du mouvement : le sociologue américain David A. Snow l'analyse comme étant centrale dans la participation des groupes d'auto-soutien, dans la mesure où elle permet aussi de changer positivement l'image que les personnes concernées se font d'elles-mêmes. Certains militants parviennent à redéfinir leur identité en participant à ce mouvement, et deviennent eux-mêmes des spécialistes de l'autisme. Chamak souligne le développement d’une identité collective, qui « se forge à travers la transformation des problèmes individuels en cause collective ». Pour Anne M. Lovell, Nicolas Henckes, Aurélien Troisoeufs et Livia Velpry, les associations et réseaux constituent un milieu qui permet à leurs membres et participants de passer de la stigmatisation à ce que le sociologue et linguiste américain Erving Goffman nomme la « stigmaphilie », c'est-à-dire de se réapproprier de manière positive des caractéristiques étiquetées négativement par les « normaux ». Le mouvement participe de la « biosocialité », une notion proposée par l'anthropologue américain Paul Rabinow, afin de rendre compte de l'émergence de « nouvelles formes d'associations avec d'autres individus sur la base du partage d'une catégorie définie par la médecine ». Le but de tous les mouvements de ce type est généralement de définir un nouveau contrat entre sciences et société.
L'utilisation d'Internet est essentielle dans la diffusion de ces idées,, l'absence de bruits parasites et la non-nécessité d'un contact visuel rendant l'usage du Web plus attrayant. En 1999, l'activiste autiste néerlandais Martijn Dekker avance qu'Internet est aux personnes autistes ce que la langue des signes est aux personnes sourdes. Brigitte Chamak voit également un lien entre le mouvement pour la culture sourde et celui de la culture autiste.

## Droits applicables aux personnes autistes

États partis à la Convention
États ayant signé, mais non ratifié la Convention
États non signataires

L'autisme étant reconnu par l'ONU comme un handicap, les autistes bénéficient de droits internationaux depuis le 3 mai 2008, date de l'entrée en vigueur de la Convention relative aux droits des personnes handicapées. Elle garantit le respect de leur dignité intrinsèque, de leur autonomie individuelle, de leur liberté de choix, de leur participation à la société, de leur différence, l’acceptation « comme faisant partie de la diversité humaine et de l’humanité » et, enfin, le droit à préserver leur identité. En 2016, 160 pays sont signataires de cette convention. Le 12 janvier 2016, un rapport spécial est remis. La rapporteuse y présente une étude thématique sur le droit des personnes handicapées, y compris autistes, à participer aux prises de décisions qui les concernent. Le point 36 stipule que les organisations représentatives « doivent être reconnues par le secteur qu’elles prétendent représenter, et peuvent mettre en œuvre diverses stratégies pour promouvoir leurs objectifs » (de plaidoyer, de sensibilisation, des prestations de services et de soutien par les pairs). Le point 37 souligne le rôle joué par la convention dans l'accélération de « la création d’organisations composées de personnes atteintes d’un handicap mental ou d’autisme ou d’autres personnes qui défendent elles-mêmes leurs droits et peuvent avoir besoin d’un accompagnement poussé pour pouvoir exprimer leurs vues », et signale qu'« au sein de ces organisations, le rôle des parents devrait s’orienter de plus en plus vers la prestation d’un appui, les personnes handicapées ayant les pleins pouvoirs ». Le rapport insiste également sur la nécessité de distinguer les organisations « de » personnes handicapées de celles « pour » les personnes handicapées, qui s'expriment en leur nom, et sur les tensions qui en découlent en matière de légitimité, choix, contrôle et allocation des ressources. Il recommande que les États veillent « à promouvoir la participation véritable des personnes handicapées aux processus de prise de décisions ».
Dans l'Union européenne, l'association Autisme Europe a présenté, lors de son 4e Congrès qui s'est tenu à La Haye le 10 mai 1992, un projet de Charte européenne des droits des personnes autistes. Le Parlement européen l'a adoptée le 9 mai 1996, mais sous la forme d'une déclaration écrite, de sorte qu'elle est dépourvue de portée normative. En 1999, le chercheur américain en éducation spécialisée Michael Wehmeyer soutenait le droit à l'autodétermination des étudiants autistes.

## Histoire

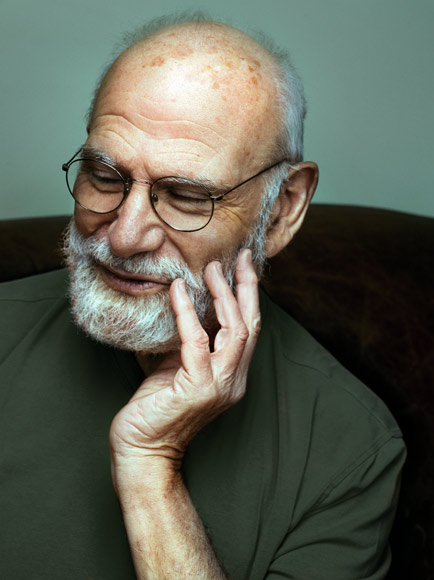
Le neurologue britannique Oliver Sacks a contribué à faire connaître positivement les différences des personnes autistes.

En raison de l'histoire de l'autisme, la création du mouvement pour les droits des personnes autistes est beaucoup plus récente que celle des associations de parents d'enfants autistes. Leo Kanner, premier psychiatre à décrire l'autisme en 1943, le considère comme une forme de psychose infantile rare, associée à un mutisme ou à des troubles graves du langage, proche de la schizophrénie, et causée par une mauvaise relation avec les parents. D'après Steve Silberman, cette vision incompatible avec une quelconque notion de « fierté autiste » contribue à nourrir un sentiment de honte et une stigmatisation des familles concernées. Elle est reprise par Bruno Bettelheim qui, sous l'influence de son expérience des camps de concentration nazis et de la psychanalyse, très présente à l'époque aux États-Unis, définit l'autisme comme une maladie infantile psychogène, causée par une « mère frigidaire». Il développe la notion de parentalité toxique qui, jusque dans les années 1980, sert de référentiel aux interventions en autisme. D'après le neuropathologue Manuel F. Casanova et son équipe, « le résultat final de ces ruminations psychanalytiques fait supporter aux personnes autistes le poids d'interventions mal avisées menant à l'isolement de leurs proches, et en fait les cibles de pratiques invasives »,.
En réaction aux théories psychanalytiques, un courant behavioriste, initié par le psychologue norvégien Ole Ivar Løvaas, conduit de nombreux parents et professionnels de santé à considérer la normalisation ou la guérison des enfants autistes comme la seule option souhaitable,, une idée illustrée par la création de réseaux et d'événements comme Defeat Autism Now! (Vaincre l'autisme maintenant !, abrégé DAN), et la création d'associations comme Vaincre l'autisme, dont l'un des objectifs statutaires est d'« éradiquer l'autisme ». Les premiers militants pour les droits des personnes autistes rencontrent une forte résistance de la part des professionnels de santé, qui se basent uniquement sur le modèle médical. Les divers mouvements pour défendre les droits des minorités et les précédents groupes d'auto-soutien concernaient les handicaps physiques, puis mentaux, après avoir été initiés par les alcooliques anonymes en 1935,. Ce mouvement trouve aussi ses sources dans l'antipsychiatrie, qui prône l'arrêt des traitements coercitifs, la liberté de mouvement des personnes institutionnalisées, et s'appuie également sur le modèle social du handicap,.
Pour Brigitte Chamak, « si les mouvements des personnes handicapées ont été considérés comme la dernière génération des mouvements sociaux, les actions des personnes autistes peuvent être envisagées comme la dernière génération des mouvements de personnes handicapées ».

### Intégration de l'autisme à haut niveau de fonctionnement
En 1981, la psychiatre britannique Lorna Wing réactualise les travaux oubliés du médecin autrichien Hans Asperger. Elle démontre l'existence d'une continuité dans le « spectre autistique », des personnes adolescentes et adultes sans troubles du langage pouvant également être autistes. D'après Brigitte Chamak, cet élargissement des critères diagnostiques de l'autisme, permettant l'inclusion de personnes « sans déficience intellectuelle » au sein de la notion de Troubles envahissants du développement (TED, créée dans la CIM-10 en 1990), est déterminant dans la création du mouvement pour les droits des personnes autistes, dans la mesure où l'autisme était auparavant considéré comme un trouble rare ne concernant que des enfants sans langage. Cela permet à des adultes (y compris surdoués), comme Temple Grandin, de se re-définir comme étant autistes (plus précisément sous les formes dites du syndrome d'Asperger et de l'autisme à haut niveau de fonctionnement), plutôt que comme « psychotiques » ou « déséquilibrés ». Il s'ensuit un fort accroissement du nombre de diagnostics d'autisme.
D'après Chamak, « cette étiquette, si stigmatisante jusque-là, devenait un étendard pour des personnes fières de revendiquer le qualificatif d’autisme et décidées à en changer les représentations, refusant la vision négative et pessimiste et les descriptions perçues comme insultantes, que les professionnels, les médias ou les parents faisaient de l’autisme ».

### EffetRain Man

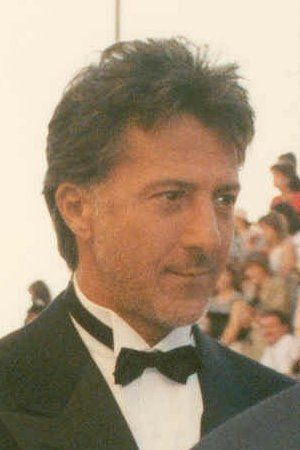
Dustin Hoffman pendant la réception de son Oscar du meilleur acteur pour son rôle dans Rain Man, en 1989.

À la même époque, la sortie du film Rain Man (1988) entraîne une fascination pour l'autisme savant, conduisant à revaloriser l'image des autistes auprès du grand public dans les pays occidentaux, qui en vient parfois à considérer l'autisme comme une forme de génie potentielle. Au début des années 1990, pour la majorité du monde médical comme pour le grand public, l'autisme constitue toujours une maladie infantile grave. La première publication vulgarisée présentant le syndrome d'Asperger paraît en 1989. Les sites web traitant d'autisme, à l'époque, tenus par des associations de parents, ne présentent que l'autisme infantile. L'existence d'adultes autistes reste presque inconnue. L'« effet Rain Man » influence des chercheurs et professionnels de l'autisme, qui ouvrent leur champ de recherche aux personnes « sans déficience intellectuelle », et révisent les classifications internationales dans le Manuel diagnostique et statistique des troubles mentaux (DSM). D'après le sociologue américain Gil Eyal, ce phénomène favorise l'acceptation du syndrome d'Asperger dans les classifications médicales, ainsi que la médiatisation des « autistes de génie ». Steve Silberman souligne l'importance et la rapidité de ces changements de société en matière de perception de l'autisme, survenus en un temps très court, entre autres sous l'influence d'Oliver Sacks.

### Interventions de Temple Grandin
C'est dans ce cadre que Temple Grandin, alors presque inconnue, prend la parole en s'identifiant comme autiste, lors d'une conférence en Caroline du Nord, en 1989, pour témoigner que les personnes autistes peuvent connaître le succès professionnel grâce aux particularités dues à leur autisme, comme la pensée visuelle. Elle plaide pour la reconnaissance de l'autisme en tant que handicap, plutôt que comme maladie mentale. Cette intervention, très appréciée et largement suivie d'après Silberman, contribue à « briser des décennies de honte et de stigmatisation ». Pour de nombreux professionnels de santé de l'époque, l'existence d'une personne autiste adulte, titulaire d'un doctorat et menant une carrière professionnelle fructueuse, semble impossible. Certains remettent en cause la persistance de sa condition d'autiste. Son autobiographie, parue trois ans auparavant (1986), Emergence (traduite en français en septembre 1994 sous le titre Ma vie d'autiste), est préfacée par Bernard Rimland, qui la présente comme « le premier livre écrit par une personne qui a guéri de l'autisme »,. Par la suite, Temple Grandin témoigne de ses particularités neurologiques et sensorielles, expliquant son succès non par une « guérison » de l'autisme, mais par un apprentissage continu des normes sociales. Elle déclare refuser toute possibilité de guérison de son autisme, cette condition faisant partie de son identité. Elle défend l'existence du continuum des TSA, et s'oppose à l'éradication des gènes de l'autisme à l'occasion de discours adressés à des parents et des professionnels de santé :

« Ils devraient se demander pourquoi Dieu ou la nature a créé des conditions aussi terribles que l'autisme, les maniaco-dépressions et la schizophrénie. Toutefois, si les gènes qui causent ces conditions étaient éliminés, il y aurait un prix terrible à payer. »

— Temple Grandin
Elle devient de fait la première militante pour les droits des autistes. Le neurologue britannique Oliver Sacks dresse dans ses ouvrages L'Homme qui prenait sa femme pour un chapeau et Un anthropologue sur Mars des portraits sensibles de certaines personnes autistes remarquables, en particulier celui de Temple Grandin, qu'il rencontre en 1991 après avoir douté qu'elle soit bien l'auteur de son autobiographie. D'après Silberman, « après cinquante ans d'études de cas présentant les personnes autistes comme des robots ou des imbéciles, Sacks a présenté Grandin dans toute la grandeur de son humanité ». Après cette publication, Sacks reçoit de très nombreux courriers de personnes qui se reconnaissent ou reconnaissent leurs proches ou leurs collègues comme des adultes autistes, grâce au portrait qu'il a fait de Temple Grandin.

### Création de l′Autism Network International
Le mouvement pour les droits des personnes autistes trouve son origine dans l'expression des personnes diagnostiquées comme autistes dans le monde anglo-saxon, notamment Temple Grandin et l'Australienne Donna Williams, qui a rédigé son autobiographie Nobody Nowhere (Si on me touche, je n'existe plus) en 1992, six ans après celle de Grandin. D'après Brigitte Chamak, ces écrits ont contribué à construire une « identité autiste » et ont été largement diffusés sur Internet (en anglais dans un premier temps), entre personnes autistes qui ont reconnu dans ces portraits la nature de leur sensation d'être différentes.
En 1984, Jim Sinclair, récemment diagnostiqué autiste « à haut niveau de fonctionnement », s'inscrit aux infolettres de parents rattachés à l′Autism Society of America (ASA), qui avaient eux aussi rencontré des difficultés à obtenir le diagnostic pour leurs enfants verbaux. Il rencontre d'autres adolescents et jeunes adultes autistes, dont Donna Williams, et initie avec eux une série d'échanges sur le Web à la fin des années 1980, notamment sur des forums de discussion créés par des associations de parents. Il donne également des conférences sur invitation de l'ASA, afin de partager son point de vue sur l'autisme. La création de l'ANI (Autism Network International), première association de personnes autistes, remonte à 1991, en réaction au traitement du groupe de Jim Sinclair par l'ASA, jugé irrespectueux et paternaliste. D'après Silberman, les membres fondateurs de l'ANI ont tous été diagnostiqués avec un autisme lourd ou sévère dans l'enfance, ce qui ne les a pas empêchés de progresser ni de suivre avec succès des cursus universitaires. Ils conçoivent leurs premiers slogans, tels que « Je ne suis pas étrange, je suis autiste », et « J'ai survécu aux modifications de mon comportement »,. Peu après la création de l'ANI, Jim Sinclair fait l'objet d'attaques de la part de membres de l'ASA quant à la réalité de son autisme,, ce qui, d'après Brigitte Chamak, résulte d'une tentative de discréditer son action.
Les premières actions de l'ANI visent à faire part de l'expérience de vie avec l'autisme, et à favoriser l'intercompréhension entre personnes autistes et non autistes. Le premier numéro du journal Our Voice (« Notre Voix ») paraît en novembre 1992, principalement à destination d'un public de parents d'autistes et de professionnels de santé. En juin 1993, Jim Sinclair prononce un discours adressé aux parents d'enfants autistes, pendant une conférence internationale à Toronto, dont l'idée centrale est que l'autisme fait partie intégrante de l'identité de la personne :

« L'autisme est une manière d'être. [...] Il n'est pas possible de séparer la personne de l'autisme. »

— Jim Sinclair, Ne nous pleurez pas
Ce discours fortement médiatisé fait office de manifeste pour la communauté autiste naissante, et d'après Silberman, « change le cours de l'histoire ». Alors que l'expression de ce mouvement était réduite à une poignée de personnes, parmi lesquelles des parents d'autistes, un fort développement se produit entre 1993 et 1994 grâce au discours de Jim Sinclair. L'ANI récupère de nombreux nouveaux adhérents. En 1994, le forum de l'ASA recevant trop de messages adressés à l'ANI, l'association crée son propre forum. Après une conférence d'enfants autistes organisée par leurs parents en 1995, une conférence organisée de manière autonome par des personnes autistes, Autreat, voit le jour en 1996.

### Prise de conscience politique et naissance de la culture autiste
Le nombre de sites web créés par des personnes autistes augmente nettement à partir du milieu des années 1990, entraînant une diffusion plus large des idées du mouvement. De nouvelles listes de discussion se créent, dont celle du Néerlandais Martijn Dekker qui lance Independant Living on the Autism Spectrum (InLv), accueillant notamment le journaliste du New York Times Harvey Blume, un pionnier de la neurodiversité, en 1997. Ces échanges entre personnes autistes quant aux attaques et difficultés dont elles sont victimes permettent une prise de conscience politique, puis l'éclosion d'une culture propre et d'un vocabulaire spécifique, le tout marqué par l'usage du « nous ». Avec l'augmentation du nombre de diagnostics d'autisme Asperger et à haut niveau de fonctionnement, il s'ensuit une prise de conscience progressive d'appartenance à une « communauté autiste », renforcée par le dialogue sur Internet :

« En partageant leurs récits de vie, ils [les adultes autistes récemment diagnostiqués] ont découvert que la plupart des défis auxquels ils font face quotidiennement ne sont pas dus aux « symptômes » de leur autisme, mais à des souffrances imposées par une société qui refuse des adaptations de base en faveur des personnes avec handicaps cognitifs, comme elle en fait pourtant en direction des personnes avec handicaps physiques, tels que la surdité ou la cécité. »

— Steve Silberman, NeuroTribes.
En 1999, Judy Singer crée son site web de défense de la « neurodiversité », et « analyse le développement de l'identité autiste comme le défi à relever pour le mouvement des personnes présentant un handicap ». L'idée d'auto-soutien (self-advocacy) est également très récente, ne remontant pas au-delà de 2003. En 2001, Steve Silberman écrit l'article The Geek Syndrome (« Le Syndrome geek ») dans Wired, portant sur la présence fréquente du syndrome d'Asperger chez les ingénieurs de la Silicon Valley. Cet article est considéré comme significatif dans le changement de perception de l'autisme. Il influence fortement la communauté autiste des États-Unis. Silberman reçoit par la suite de très nombreux courriels d'ingénieurs de la Silicon Valley et de leur famille, témoignant que son article leur a permis de comprendre qu'ils sont porteurs de traits autistiques transmis génétiquement à leurs enfants. Des employeurs du domaine de l'informatique, entre autres Microsoft, témoignent du fait que certains de leurs meilleurs ingénieurs sont autistes.
En 2004, deux adolescents, Alex Plank et Dan Grover, mettent en ligne Wrong Planet, qui constitue, d'après Silberman, l'un des premiers espaces web destinés à accueillir des autistes. Tous deux sont des enfants du numérique, Alex Plank étant également un contributeur régulier à Wikipédia en anglais. Le site attire très rapidement de nombreux jeunes autistes. La conférence Autreat organisée cette même année accueille des participants venus de nombreux pays, en plus des États-Unis, du Royaume-Uni et du Canada, où le mouvement a historiquement démarré. Entre autres, ils viennent d'Australie, de Finlande, d'Israël, du Japon, de Nouvelle-Zélande et de Norvège. La même année, The New York Times consacre un article à ce mouvement. Amy Nelson, fondatrice de l'association Aspies For Freedom (AFF), rédige et met en ligne un communiqué de presse le 16 avril 2004 sur PRWeb. Elle y demande que l'ONU reconnaisse la communauté autiste comme groupe communautaire. L'image de l'autisme fait l'objet d'une valorisation, symbolisée par la création en juin 2005 de l′Autistic Pride Day, ou jour de la fierté autiste, sous l'impulsion d'AFF. En 2007, la vidéo d'une femme autiste non verbale capable de taper 120 mots à la minute, Amanda Baggs, est diffusée sur CNN, puis vue plus d'un million de fois sur YouTube. Elle y demande la liberté de pouvoir exprimer sa joie de vivre avec ses auto-stimulations autistiques, sans susciter de sentiment de pitié. L'expression du mouvement s'effectue essentiellement sur Internet, à travers des vidéos YouTube, ou encore un environnement dédié dans Second Life, l’île virtuelle Brigadoon, fondée par John Lester en 2005.
En fin d'année 2007, d'après Silberman, les actions de l′Autistic Self Advocacy Network, lancées et gérées directement par des personnes autistes, constituent le premier exemple d'association d'auto-soutien par et pour des autistes. La publication de nouvelles autobiographies contribue à mieux faire connaître le point de vue des personnes autistes, notamment Je suis né un jour bleu et Embrasser le ciel immense de Daniel Tammet, traduits en français respectivement en 2007 et 2009. Je suis à l'Est ! de Josef Schovanec, paru en 2012, devient l'un des premiers succès de librairie ayant pour langue originale le français,. En 2015, l'écrivain-journaliste Steve Silberman publie NeuroTribes, un essai en faveur de la neurodiversité, qui devient un succès de librairie dans le monde anglo-saxon et obtient une couverture médiatique considérable. L'ouvrage fait réagir la communauté scientifique,. Il présente les personnes autistes de manière positive, plaidant pour le refus de l'eugénisme et davantage d'ouverture à l'altérité,.

### Boycott d′Autism Speaks
Autism Speaks (AS, l'« Autisme parle ») est la plus importante des associations de l'autisme dans le monde. Créée à l'origine aux États-Unis par des parents d'enfants autistes pour soutenir financièrement la recherche, elle est souvent critiquée pour donner une image négative et alarmiste des TSA, ainsi que pour ignorer et exclure la position des personnes autistes. Stephen M. Shore a développé des outils pour cette association, et a fait partie du comité d'étude pour l'élaboration du DSM-5. En 2013, John Elder Robison, alors seul membre autiste au comité directeur d′Autism Speaks, démissionne en protestation contre un éditorial publié par Suzanne Wright, la cofondatrice, proclamant que les familles concernées par l'autisme vivent dans le « désespoir » et la « peur de l'avenir »,.
Autism Speaks est à l'origine de trois films qui ont soulevé l'opposition de la communauté autiste, notamment le documentaire Autism Every Day (L'Autisme au quotidien). En raison de ces nombreuses réclamations, Autism Speaks a fait l'objet de campagnes de protestation organisées par des personnes autistes,, généralement par l'association Autistic Self Advocacy Network (ASAN). En 2013, une association nouvellement créée, Boycott Autism Speaks, publie la liste des donateurs et leurs informations de contact, appelant à un boycott actif. Un mois plus tard, l'ASAN publie une lettre ouverte aux sponsors d′Autism Speaks signée par 26 associations du domaine du handicap, appelant à la responsabilité morale des sponsors et des donateurs.

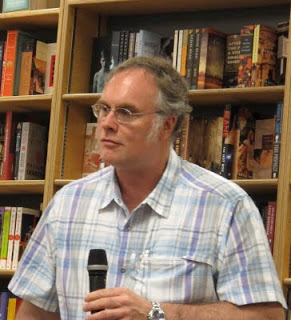
John Elder Robison, auteur et militant autiste, a démissionné en 2013 du comité directeur d′en.

Le 18 octobre 2016, Autism Speaks modifie ses statuts pour la première fois depuis sa création en 2005, en ôtant la recherche d'un remède à l'autisme de la liste de ses objectifs. Steve Silberman salue ce changement comme étant une petite avancée vers l'acceptation de la neurodiversité.

## Actions et concepts
Le premier type d'action entrepris historiquement par les associations de personnes autistes a été de communiquer en direction des personnes non autistes. Le professeur émérite Ian Hacking utilise la métaphore des extra-terrestres, expliquant que les différences entre personnes autistes et non autistes rendent la communication aussi difficile qu'entre les êtres humains et les extra-terrestres. Ces associations présentent souvent les personnes autistes comme des « étrangères » qui ne comprennent pas le fonctionnement de la société, telle qu'elle est conçue et organisée par les personnes non autistes. La métaphore extra-terrestre est également utilisée dans le titre du site web pour personnes autistes Wrong Planet (« Mauvaise planète »), et fortement répandue parmi les représentations sociales de l'autisme. Cependant, cette métaphore est de plus en plus rejetée par les membres du mouvement, qui préfèrent se concentrer sur la lutte contre les discriminations.
Les personnes impliquées dans le mouvement demandent que leur expérience puisse être reconnue comme une connaissance à prendre en compte pour comprendre le fonctionnement de l'autisme, ce qui revient à les considérer comme des partenaires, et non comme des patients à soigner. D'après Sarah Chiche, sans être recherché ou revendiqué, « l'usage du nous participe à la construction d'une communauté avec une culture propre, des expressions et un humour spécifique ».
La double lutte contre une sélection eugéniste à la naissance et contre les représentations négatives de l'autisme, le présentant comme une maladie psychiatrique qui prend les enfants en otage, fait également partie des objectifs de militants cherchant à préserver leur dignité. D'après la juriste et éthicienne Margaret Somerville, les militants estiment que le désespoir ressenti par certains parents et professionnels de santé face à l'autisme ne saurait justifier une telle rhétorique. Ils s'opposent également à une idée parfois défendue par les tenants du modèle médical de l'autisme, selon laquelle l'épidémiologie de l'autisme témoignerait de l'existence d'une épidémie, renvoyant à la notion de maladie. En effet, l'intégration des personnes avec syndrome d'Asperger au sein du groupe des troubles envahissants du développement (TED), puis du spectre de l'autisme, est allée de pair avec une augmentation du nombre de diagnostics d'autisme, popularisant l'idée de l'existence d'une « épidémie ».

### Défense de la neurodiversité
Par la création du concept de neurodiversité, les personnes autistes se réapproprient le discours des neurosciences, notamment à travers le site web éponyme et précurseur neurodiversity.com, issu de l'influence de pionniers du mouvement comme Jim Sinclair, et par l'intermédiaire d′Autism Network International. Le concept de neurodiversité, central dans ce mouvement, prône l'existence d'un continuum de la variété neurologique chez l'espèce humaine, « pour que l'autisme soit envisagé comme un fonctionnement cognitif à part entière ».
Initialement, le terme a été créé par Judy Singer, mais sa diffusion est attribuée à Harvey Blume, en 1998, dans un article intitulé Neurodiversity, dans lequel il reprend une terminologie issue du monde informatique — il parle de geek et de nerd — et la mélange avec l'expression « neurotypique », abrégée « NT », expression du fonctionnement standard. Il diffuse notamment le site web de Laura Tisoncik, l’Institute for the Study of the Neurologically Typical (Institut pour l'étude du syndrome neurologique typique), une parodie du discours tenu par de nombreux instituts et périodiques étudiant l'autisme. Ce site web renverse la perception de l'autisme comme maladie en définissant le « syndrome neurotypique » comme « un trouble neurobiologique caractérisé par des préoccupations sociales, une illusion de supériorité, et une obsession pour la conformité »,.
Ce discours fait valoir que les personnes autistes, grâce à leur perception différente du monde, sont à l'origine de découvertes et de contributions importantes dans les domaines de l'ingénierie, de l'art, des mathématiques ou encore de l'informatique. Sa diffusion a été facilitée par l'« effet Rain Man ». Le chercheur Laurent Mottron partage cette conviction dans la revue Nature, en 2011, écrivant que des personnes ont contribué significativement aux avancées en sciences grâce à leur autisme, et non malgré lui. Lors de ses conférences, Temple Grandin suggère que certaines inventions comme le lance-pierre sont le fait d'individus peu intéressés par les relations sociales, et donc probablement autistes. Bien qu'il émerge du mouvement autiste à la base, le concept de neurodiversité n'est pas limité au spectre de l'autisme. Il a été repris pour désigner d'autres conditions, faisant de lui une catégorie générale qui regroupe toutes les neurodiversités (par exemple dyslexie) exprimées par l'espèce humaine.

### Refus de l'eugénisme
Un sujet de préoccupation important pour les membres du mouvement est l'arrivée potentielle prochaine de sélections eugénistes en matière d'autisme, des tests prénataux étant en cours de conception pour détecter l'autisme pendant la grossesse, ce qui pourrait conduire à l'élimination de nombreux fœtus autistes par avortement, comme cela est déjà le cas pour la trisomie 21, où en France plus de 90 % des fœtus font l'objet d'un avortement. Cette peur a poussé une partie des militants à s'opposer à la recherche génétique sur l'autisme, et à poser la question de l'élimination des personnes autistes avant leur naissance. Dans le cadre de ce débat éthique, les militants estiment que l'élimination de l'autisme du génome humain est contraire à la sélection naturelle, car l'autisme s'accompagne également d'avantages sélectifs et de talents. Ils déplorent que certains professionnels de santé et travailleurs sociaux découragent les personnes autistes d'avoir des enfants.

### Critères de définition de l'autisme

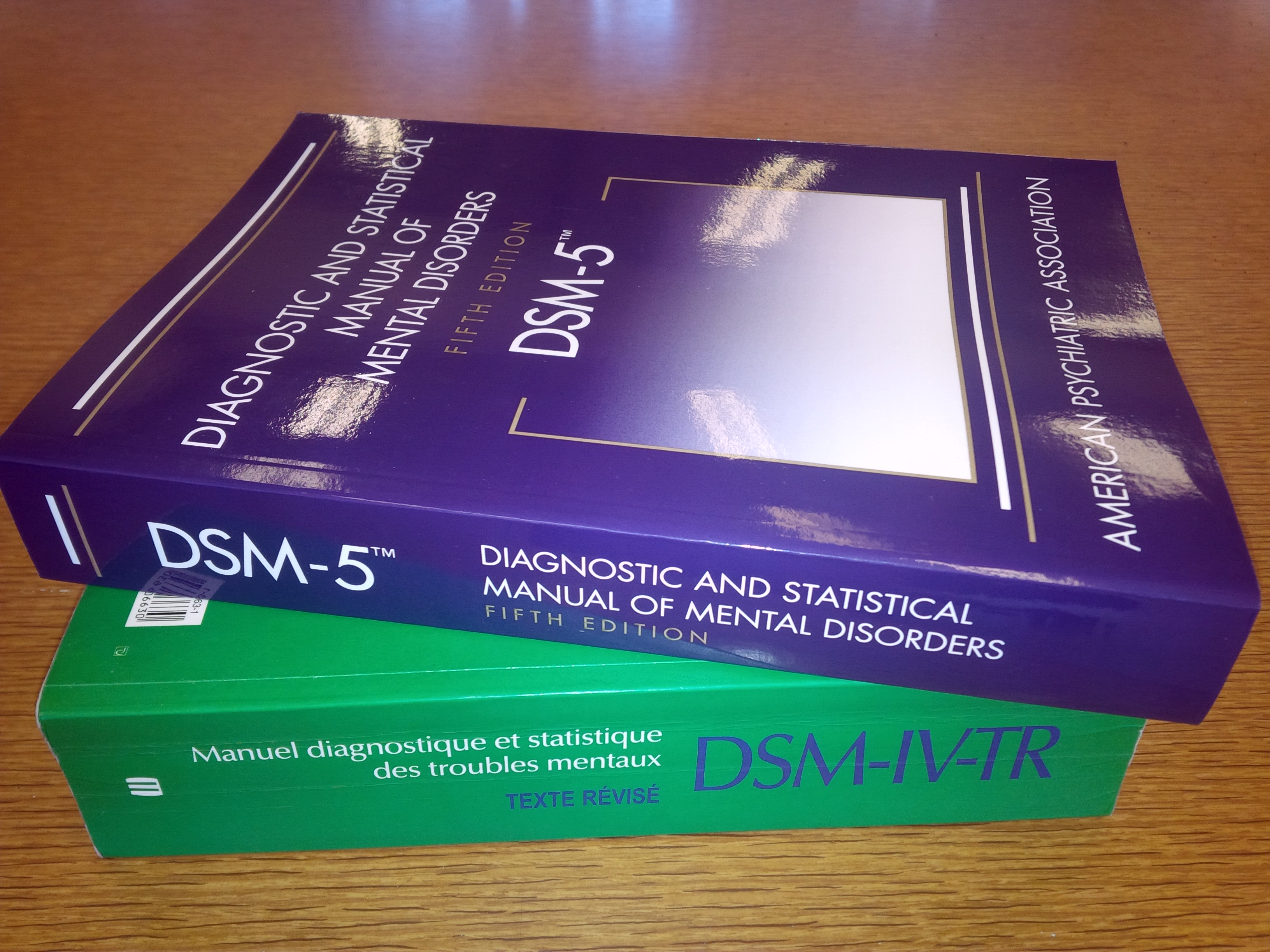
Le DSM-5, version originale anglaise, avec son prédécesseur, le DSM-IV-TR, version française.

Il est possible que le débat sociétal autour de la neurodiversité ait influencé la révision des sous-catégories propres à l'autisme, et la création de la notion de troubles du spectre autistique (TSA) dans le DSM-5. D'après Lilia Sahnoun et Antoine Rosier, « au-delà même de cette modification fondamentale de l'appréhension de l'autisme, passant d'un modèle critériologique à un modèle dimensionnel, les enjeux sous-jacents à cette nouvelle représentation nous renvoient, avec la notion de neurodiversité, à un discours de type culturaliste et identitaire. D'une pathologie psychiatrique au pronostic sévère à une simple différence, l'autisme devient une singularité, simple variante du fonctionnement cognitif humain ».
La disparition du syndrome d'Asperger dans le DSM-5 a cependant été vécue par certaines personnes autistes comme une attaque contre leur identité. Temple Grandin et Liane Holliday Willey se sont exprimées pour le maintien de la catégorie Asperger en argumentant de l'existence d'une grande communauté qui se définit comme telle, « une raison par elle-même de maintenir le diagnostic ».
La plupart des ouvrages scientifiques consacrés au sujet ne remettent pas en cause le modèle médical de l'autisme, mais la position de la communauté scientifique est en évolution. Simon Baron-Cohen a, en 2015, suggéré que le terme de disorder (« trouble ») ne devrait plus être utilisé pour définir l'autisme dans le DSM-5, mais être remplacé par « condition », seules les comorbidités des troubles du spectre de l'autisme pouvant être définies comme un ensemble de maladies ou de troubles.
D'après Chamak, les militants des droits des autistes ont également popularisé l'idée, sur Internet, selon laquelle des génies célèbres sont autistes (entre autres Albert Einstein et Glenn Gould), une possibilité envisagée par certains professionnels de santé, mais réfutée par de nombreux autres, dans le cadre de diagnostics rétrospectifs de l'autisme. Cela « contribue à alimenter un sentiment de fierté et, parfois même de supériorité » chez certains militants, qui se jugent « plus rationnels et objectifs que ces « neurotypiques » guidés par leurs émotions, leurs sympathies et leurs inimitiés ».

### Défense de la subjectivité des personnes autistes
Une volonté partagée par l'ensemble de ce mouvement est celle de mieux faire connaître l'expérience du monde par les personnes autistes. Le nombre d'autobiographies et de témoignages rédigés sur des blogues, des sites web et des forums par des personnes autistes a augmenté depuis le milieu des années 1990, ce qui permet de mieux accéder à leur subjectivité. Cependant, comme le précise Brigitte Chamak, ces récits ne sont pas représentatifs de l'expérience de vie de l'ensemble des personnes autistes, seule une minorité parvenant à s'exprimer de cette manière. Plusieurs militants disent ne pas « souffrir » de l'autisme, dont Michelle Dawson, qui estime que « l'impossibilité de faire les choses de la même manière que les neurotypiques » n'est pas une source de souffrance. Elle a dénoncé le « pire crime de Bettelheim », la culpabilisation des parents, comme étant responsable du déplacement de cette culpabilité vers les personnes autistes, conduisant à une prise de pouvoir des associations de parents d'autistes considérant leurs enfants comme des « poltergeists » qui doivent absolument être soignés :

« « Quel est le pire aspect dans le fait d'être autiste ? » m'a demandé une fois, sur un ton infantilisant, un professionnel de la santé doucereux. Je répondis, « être haïe ». »

— Michelle Dawson, Le Pire Crime de Bettelheim
La description médicale des particularités et du comportement des personnes autistes n'est pas toujours en accord avec ce qu'elles expérimentent et ressentent. Ari Ne'eman pense que parler de « déficits émotionnels » résulte par exemple d'une incompréhension. Il insiste sur le fait qu'il s'agit plutôt selon lui de problèmes de communication et de surcharges sensorielles. Une partie des problèmes de cohabitation entre personnes autistes et non autistes provient du fait que les secondes attendent des démonstrations bien visibles d'amour et d'affection de la part des premières. Kathleen Seidel insiste sur le respect de la différence des autistes, pour qui le contact visuel et les câlins sont désagréables. D'après Jim Sinclair, les hypersensibilités sensorielles que présentent de nombreuses personnes autistes leur rendent difficile toute participation à un événement organisé par des personnes non autistes, y compris les conférences sur le thème de l'autisme. Dans sa vidéo virale diffusée sur YouTube, la femme autiste non verbale Amanda Baggs a demandé que les personnes autistes qualifiées comme elle de « sévères » ou de « déficientes mentales » soient mieux comprises dans leur façon de communiquer. Alicia Broderick et Ari Ne'eman soulignent la violence que représente la pose d'un diagnostic de « déficit intellectuel » pour la personne autiste qui le reçoit, et rappellent qu'un tel diagnostic n'est utile ni sur le plan médical, ni sur le plan social. Il existe une confusion dommageable entre l'incapacité à parler et le fait de n'avoir rien à dire, conduisant à la construction sociale de l'association entre autisme et déficience intellectuelle.
Le site parodique Institute for the Study of the Neurologically Typical dénonce un manque d'autisme (allism) des personnes non autistes, caractérisé par un déficit de théorie de l'esprit envers les personnes autistes, c'est-à-dire l'absence de compréhension de leur point de vue.

### Création et aménagement d'espaces sans surcharges sensorielles

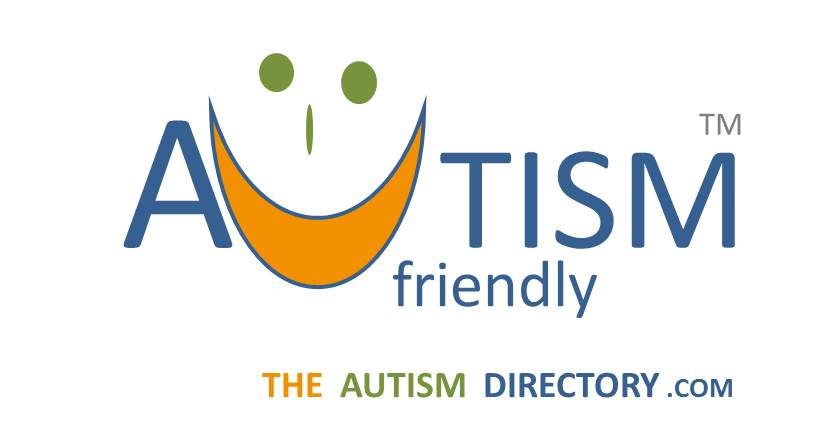
Les indications en permettent de signaler un environnement accueillant pour les personnes autistes.

Depuis les années 2010, un concept très récent parmi ce mouvement vise à promouvoir l'adaptation de lieux dits autism friendly (amicaux pour les autistes), c'est-à-dire sans surcharges sensorielles, sur le modèle de ce qui est proposé pendant les conférences Autreat. Ce concept comprend la création d'espaces de retrait dans les écoles afin de permettre l'inclusion des élèves autistes, la suppression des lumières fluorescentes et des bruits violents, et l'autorisation d'utiliser du matériel qui réduit les surcharges sensorielles sur les lieux d'étude ou de travail, tel qu'un casque antibruits et des lunettes de soleil. Le concept s'est étendu depuis 2011 à l'organisation de divertissements adaptés aux particularités sensorielles des autistes (suppression des lumières vives, mise à disposition d'espaces plus calmes, etc.) La motivation n'est pas uniquement humaniste : les personnes autistes et les parents d'enfants autistes hésitent souvent à se rendre dans des lieux tels que des restaurants et des salles de cinéma, à cause du bruit et des lumières vives. Leur proposer des espaces adaptés permet de les encourager à consommer.

### Remise en cause du principe de guérison
Un autre pilier de ce mouvement est l'opposition à la volonté de « guérir » l'autisme, souvent issue des parents. Selon de nombreux militants, ce n'est pas d'une maladie dont on pourrait venir à bout afin de retourner à la normalité. Cette idée est présente dès les premiers textes de Jim Sinclair, notamment dans son discours de 1993 :

« L'autisme n'est ni quelque chose qu'une personne a, ni une coquille dans laquelle elle se trouve enfermée. Il n'y a pas d'enfant normal caché derrière l'autisme. L'autisme est une manière d'être. Il est envahissant ; il teinte toute sensation, perception, pensée, émotion, tout aspect de la vie. Il n'est pas possible de séparer l'autisme de la personne — et si c'était possible, la personne qui resterait ne serait plus la même […] Par conséquent quand les parents disent : « Je voudrais que mon enfant n'ait pas d'autisme », ce qu'ils disent vraiment c'est : « Je voudrais que l'enfant autiste que j'ai n'existe pas. Je voudrais avoir à la place un enfant différent (non autiste) ». C'est ce que nous entendons quand vous vous lamentez sur notre existence et que vous priez pour notre guérison. »

— Jim Sinclair, Ne nous pleurez pas
Cette controverse a éclaté lors d'échanges de courriels sur l'autisme, dans lesquels le mot anglais curebie est employé de manière péjorative pour désigner des parents « esclaves de la conformité, si préoccupés par le fait que leurs enfants paraissent normaux qu'ils ne peuvent respecter leur manière de communiquer ». Ari Ne'eman s'oppose au discours qui prône l'éradication complète de l'autisme, estimant que « ne plus être autiste n'est pas un meilleur résultat qu'être une personne autiste qui vit indépendamment, a des amis, un travail, et contribue activement à la société ».
L'association Aspies For Freedom (AFF) a initié des réclamations et des protestations contre des organismes qui promeuvent le soin de l'autisme, tels que la National Alliance for Autism Research, Cure Autism Now!, et le Judge Rotenberg Educational Center. Cependant, tous les militants ne partagent pas cette remise en cause. Alex Plank, l'un des fondateurs de Wrong Planet, estime que ce débat n'a pas lieu d'être puisque par définition, aucun traitement 100 % fiable n'existe. C'est également la position de Kathleen Seidel (neurodiversity.com), pour qui la priorité est de mettre un terme à l'exclusion sociale des personnes autistes. En 2012, l′Autism Society et l′Autistic Self Advocacy Network ont exprimé leurs craintes que les nouveaux critères diagnostiques du DSM-5 excluent les personnes ayant des formes d'autisme considérées comme légères des politiques de santé, en raison de soupçons de sur-diagnostic.

### Refus des thérapies dangereuses, invasives ou inutiles

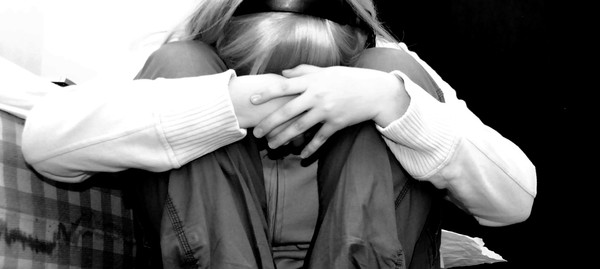
Une adolescente autiste de 14 ans.

Des personnes autistes et des défenseurs de leurs droits se sont exprimés quant à certaines thérapies ou méthodes de prises en charge de l'autisme. Temple Grandin et Gunilla Gerland se sont exprimées contre les psychothérapies et la psychanalyse, alors que Donna Williams est pour. Josef Schovanec et Hugo Horiot ont dénoncé de nombreuses dérives dans les approches psychanalytiques appliquées à l'autisme en France, et des prescriptions inutiles de médicaments surdosés ou inadaptés (un problème français que dénonce également Stéfany Bonnot-Briey). D'après Brigitte Chamak, les personnes autistes s'opposent globalement aux psychothérapies lorsque ces dernières leur sont imposées, seules celles qui ont librement choisi d'en suivre une estiment en avoir retiré un bénéfice.
Michelle Dawson a souligné des violences dans les thérapies cognitivo-comportementales. L'association Aspies For Freedom a fait valoir que les méthodes d'analyse du comportement appliquée (ABA) et la thérapie par aversion sont violentes et invasives pour les personnes autistes, car en visant à supprimer leurs comportements d'auto-stimulation et leurs stéréotypies, elles provoquent une souffrance. Elle ajoute que des traitements alternatifs non recommandés tels que la chélation sont dangereux. Une militante, Jane Meyerding, s'oppose à toutes les thérapies qui viseraient à supprimer des comportements autistiques, car elle estime que ces comportements sont des tentatives de communication de la part des personnes autistes. Cette remise en cause des thérapies n'est cependant pas partagée par tous les militants. Ari Ne'eman soutient fortement l'utilisation des méthodes de prise en charge de l'autisme qui améliorent la communication et aident à développer des compétences cognitives et sociales pour pouvoir vivre de manière indépendante. De même, Emmanuelle Dubrulle (SATEDI) déclare souhaitable de balayer les comportements autistiques afin que la personne puisse vivre avec les neurotypiques. Stephen M. Shore, docteur en éducation diagnostiqué « autiste régressif » à 18 mois, estime qu'il n'existe pas de méthode unique adaptée à tous. Il recommande « une intervention comportementale, développementale et éducative précoce » pour donner aux personnes autistes « de fortes chances de réaliser des progrès majeurs vers les aptitudes requises pour réussir à l'école et en société ». Temple Grandin déclare que « tous les spécialistes de l'autisme s'accordent pour dire que plus tôt un enfant autiste entame un programme spécialisé, meilleurs seront les résultats », témoignant que sa prise en charge précoce dès l'âge de 2 ans et demi lui a été très bénéfique.
Steve Silberman a lui aussi dénoncé des excès dans l'application intensive de la méthode ABA, et des maltraitances d'enfants autistes par leurs parents, qui les forcent à les regarder dans les yeux, à leur faire des câlins, et les punissent lorsqu'ils expriment des comportements autistiques tels que les auto-stimulations et les stéréotypies, dans l'espoir de les « guérir ». La recherche effrénée d'un remède par certains parents a également conduit à des pratiques non évaluées scientifiquement, voire préjudiciables à la santé des autistes, telles que le refus de vaccination, la chélation, et le régime alimentaire sans caséine et sans gluten.

### Refus de la normalisation
Un autre questionnement récurrent des acteurs de ce mouvement est de savoir à quel point les personnes autistes devraient se normaliser pour être mieux acceptées par la société. Jim Sinclair témoigne avoir entendu de nombreuses personnes autistes partager les souffrances que leur ont causées les tentatives de leurs parents ou de professionnels de santé pour les rendre « normales », c'est-à-dire conformes au comportement des neurotypiques. Cela a poussé des militants à re-définir le comportement autistique comme étant leur norme, et le comportement neurotypique comme étant anormal. Dans son autobiographie, Josef Schovanec s'interroge sur « l'anomalie de la normalité ». Il estime que le comportement de nombreuses personnes autistes est perçu comme anormal en raison des représentations sociales et de sa rareté, alors que des comportements problématiques de personnes non autistes, tels que celui des supporters de matchs de football, sont perçus comme normaux pour les mêmes raisons et parce qu'ils sont fréquents. De même, il pose la question de l'élimination des stéréotypies autistiques :

« Il ne faut pas croire que les autistes ont des stéréotypies et que les non-autistes n’en ont pas. Les stéréotypies des personnes non autistes passent simplement pour naturelles, sont mieux acceptées socialement. »

— Josef Schovanec, Je suis à l’Est !

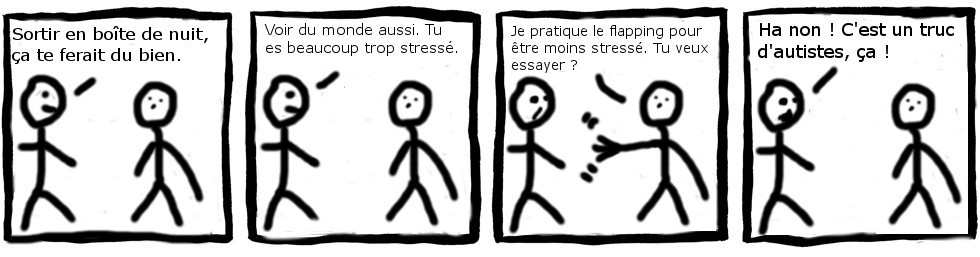
Le comportement des personnes non autistes peut également paraître étranger aux personnes autistes.

Une partie des militants revendiquent leur droit de vivre d'une manière jugée « anormale » par la majorité non autiste, par exemple de façon solitaire et sans avoir de contacts sociaux, dans la mesure où cette façon de vivre ne gêne en rien les autres personnes.

## Protagonistes, événements et campagnes

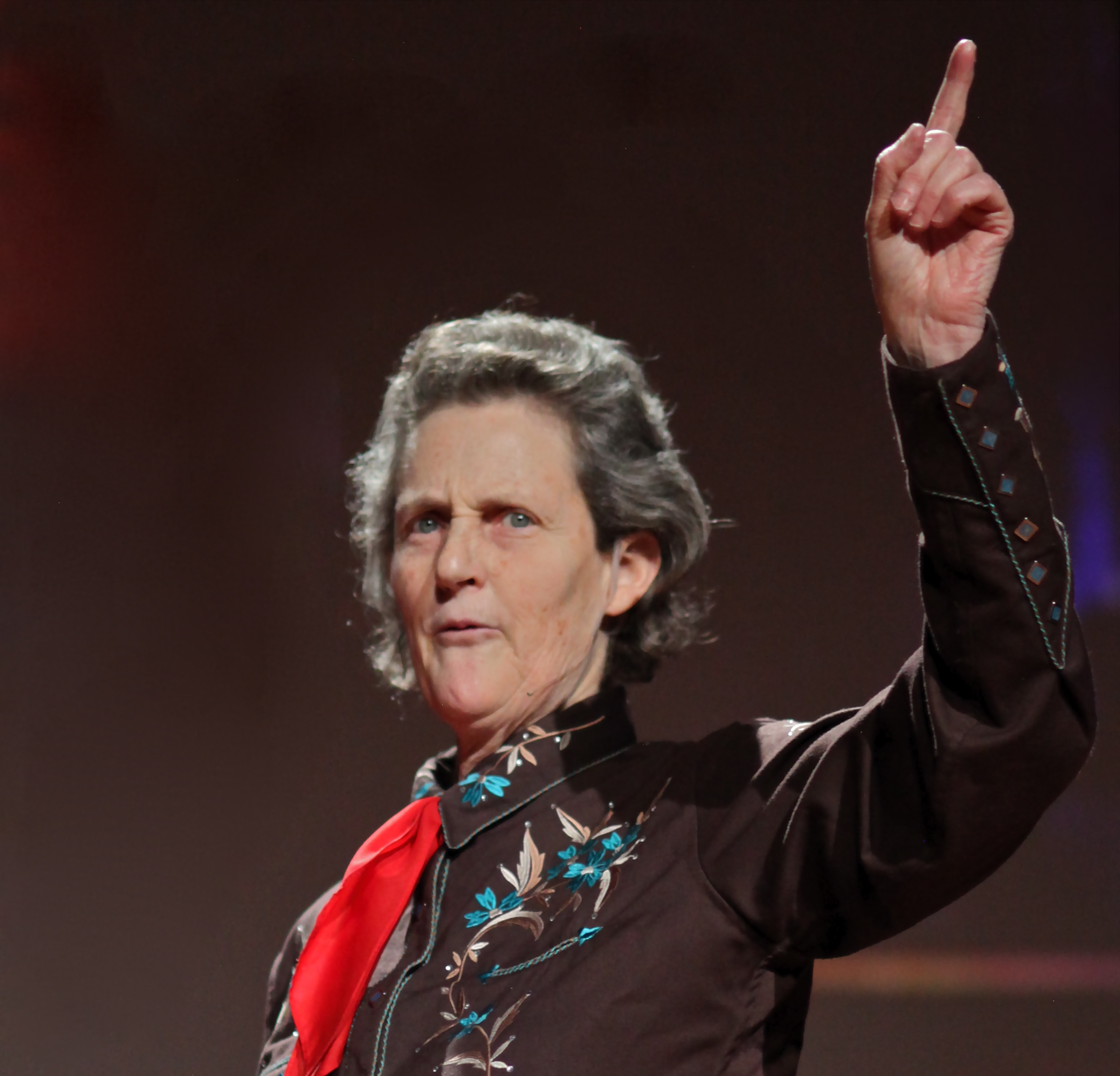
Temple Grandin, la première personne autiste à s'exprimer sur sa condition.

Les personnes impliquées dans ce débat sont majoritairement des adultes autistes regroupés en associations. Des parents, des scientifiques et des voix indépendantes se sont également illustrés par un soutien aux idées défendues par ce mouvement. D'après Chamak, « un nouveau courant, orienté vers un engagement direct et la légitimation des prises de parole des personnes autistes, s’est récemment constitué à l’échelle internationale ». Le mouvement est largement relayé dans le monde anglo-saxon, notamment en Amérique du Nord et au Royaume-Uni. De nombreuses disability studies rattachées à la défense du modèle social du handicap par opposition au modèle médical de l'autisme y sont publiées, entraînant une large diffusion de ces connaissances. De même, « les chercheurs en sciences cognitives qui travaillent avec des personnes autistes sans déficience intellectuelle et qui font référence à la neurodiversité vivent au Royaume-Uni et au Québec ». En Inde, le mouvement reste à constituer, les préjugés étant généralement nombreux contre les handicaps, bien que la connaissance de l'autisme ait fortement progressé depuis les années 2000. Depuis 2011, l′Autism Society of West Africa (ASWA) [« Société de l'autisme de l'Afrique de l'Ouest »] organise, en avril, l'Autism Awareness and Acceptance Month (« Mois de la sensibilisation et de l'acceptation de l'autisme »). Depuis 2014, elle organise, chaque année, avec le British Council à Accra, trois jours de conférences sur l'autisme et la technologie, qui se tiennent autour de la Journée mondiale de la sensibilisation à l'autisme. En 2016, le thème de ces conférences est « Celebrating neurodiversity in West Africa » (« Célébrer la neurodiversité en Afrique de l'Ouest »), thème qui correspond au programme 2016 de l'ASWA.

### Militants impliqués

#### En Australie
Des citoyens australiens ont participé à la naissance de ce mouvement. Membre fondatrice de l'ANI, Donna Williams a écrit plusieurs ouvrages autobiographiques relevant de questions identitaires, dont le best-seller Nobody Nowhere, traduit en français en 1992, l'année de sa sortie, sous le titre de Si on me touche, je n'existe plus. Contrairement à de nombreux autres témoignages, elle voit l'autisme comme une condition extérieure à elle-même, source de problèmes de compréhension. Judy Singer, une autre femme australienne formée à l'anthropologie et à la sociologie, a défini l'idée de neurodiversité sur la base de ses observations de personnes autistes Asperger et de sa lecture des ouvrages de Donna Williams.

#### En Belgique
Le Belge Emmanuel Dubrulle, polyglotte et diagnostiqué Asperger, milite pour la reconnaissance des droits des personnes autistes en Belgique et en France. Il s'est fait connaître en interpellant les grands médias français début 2002, pour demander la prise en compte de l'avis des personnes autistes, en pleine controverse sur la place de la psychanalyse dans la prise en charge. D'après lui, « jusqu’à la fin des années 1990, début des années 2000, il y avait un tas de gens qui parlaient de TSA, Trouble envahissants du développement, autisme, en établissant des théories et des hypothèses parfois loufoques sur ce qui se passe dans nos têtes sans être personnellement concernés ni toujours faire preuve de bon sens ».
Devenu président de l'association SATEDI en 2006, alors seule association francophone de personnes autistes, il a participé aux recommandations de la Haute Autorité de santé en 2012. Il s'oppose personnellement au communautarisme, et dénonce des sur-diagnostics posés dans les pays anglo-saxons sur des personnes introverties ou « anormales ». Lui-même se déclare peu attaché à l'« étiquette » Asperger.

#### Au Canada
Dans les années 1990, les Québécois Georges Huard, Michelle Dawson et Brigitte Harrisson commencent à témoigner de leur vie avec l'autisme. Originaire de Montréal, Michelle Dawson est à la fois militante auprès des pouvoirs publics et chercheuse en sciences cognitives. Elle tient un blogue dans lequel elle revendique la reconnaissance de l'autisme en tant que « différence », sur le modèle de la reconnaissance du droit des minorités. Dans les années 2000, elle gagne en notoriété lorsqu'elle dénonce l'exclusion sociale des personnes autistes au Canada. Elle rassemble des documents sur un site web intitulé par provocation No autistics allowed : Exploration in discriminations against autistics (en français : « Accès interdit aux autistes : Exploration des discriminations contre les autistes »). Elle soulève la très faible représentation des autistes parmi les associations officielles canadiennes censées défendre leurs droits, lesquelles sont généralement tenues par des parents non autistes. Elle condamne une déclaration officielle du dirigeant de la Société canadienne de l'autisme au Sénat canadien en 2003 : « l'autisme est pire que le cancer à bien des égards, parce que la personne avec autisme a une durée de vie normale. Le problème est avec vous pour toute une vie ». Elle demande une évaluation du coût de la lutte contre l'autisme en tant que maladie.

« Historiquement, les groupes exclus de toute discussion publique à propos d’eux-mêmes – la discussion sociale, juridique, politique et morale – ont souffert les conséquences les pires et les plus coûteuses. Dans le cas de l’autisme, la discussion publique, de laquelle nous sommes absents, s’est intensifiée au point où tous nos talents et notre persistance, notre esprit et notre courage, ne seront plus capables de résister à cette marée. Vous allez perdre l’accès à nos talents extraordinaires et vous – votre ministère, votre gouvernement, votre pays – allez découvrir que nulle quantité d’argent ou de reconnaissance ne pourra jamais satisfaire ceux qui cherchent à nous bannir, nous dénigrer, et nous exterminer. »

— Michelle Dawson, Accès interdit aux autistes
Elle dénonce également des dérives dans l'application systématique des thérapies cognitivo-comportementales de type ABA chez les enfants diagnostiqués autistes dans The Misbehaviour of Behaviourists (en français : Le mauvais comportement des comportementalistes). Elle s'oppose à l'idée selon laquelle 75 % des autistes seraient déficients intellectuels. Michelle Dawson souhaite que les pouvoirs publics tiennent davantage compte de l’avis des personnes autistes dans les politiques de santé publique qui les concernent.

#### Aux États-Unis

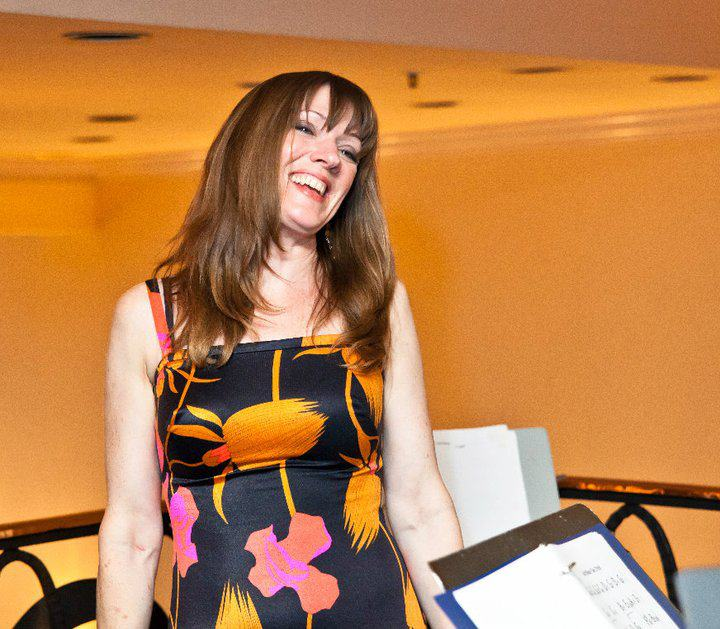
Rudy Simone, créatrice du mot « Aspergirl ».

Historiquement, la plupart des militants pour les droits des autistes sont des citoyens américains. Ainsi, Temple Grandin fut longtemps la seule « voix des autistes », et ses écrits sont souvent cités. Elle a popularisé la formule « different, not less » (différent, pas inférieur) pour souligner les accomplissements des personnes autistes. Elle estime, au sein de ce débat, que des efforts sont à fournir aussi bien du côté des personnes autistes que de celui des personnes non autistes, afin de trouver un « juste milieu ». Jim Sinclair figure lui aussi parmi les premiers autistes adultes à s'être publiquement exprimés sur leur ressenti et leur vécu, dès 1992, en définissant l'autisme en tant que « manière d'être », et en s'opposant à la guérison puisqu'« on ne peut pas guérir de soi-même ». Connu pour son rôle de pionnier dans ce mouvement, il a pourtant très peu écrit. Son essai long de quelques pages a cependant été fortement diffusé :

« Accordez-moi la dignité de me rencontrer selon mes propres termes – reconnaître que nous sommes également étrangers l’un à l’autre, que ma façon d’être n’est pas simplement une version déficiente de la vôtre. Interrogez-vous sur vos présupposés. Définissez vos mots. Travaillez avec moi à construire davantage de ponts entre nous. »

— Jim Sinclair, Construire des ponts : une vue de l’autisme de l’intérieur
Il se prononce en faveur d'une société inclusive pour toutes les personnes handicapées, et s'oppose à la formulation « personne avec autisme » (en anglais, people with autism), utilisée par certaines associations et certains militants, qu'il juge négative. Il lui préfère la formule « personne autiste », qui d'après lui montre davantage que l'autisme est central dans l'identité,.
Ari Ne'eman, le cofondateur de l′Autistic Self Advocacy Network, diagnostiqué Asperger, milite depuis l'âge de seize ans, époque où il avait déclaré à l'un de ses camarades de classe que les autistes sont « discriminés comme une minorité ». Il décrit les interactions sociales des personnes neurotypiques comme un « second langage », qui ne lui « vient pas nécessairement facilement ». Considéré comme étant à la fois surdoué et handicapé, il souhaite que cette condition cesse d'être vue comme l'alliance de deux opposés. Kathleen Seidel, créatrice du site neurodiversity.com, est mère d'un enfant diagnostiqué Asperger. Elle s'est impliquée dans la défense des droits des personnes ainsi que dans le débat sur le rôle des vaccins dans l'autisme, estimant que l'argument selon lequel l'autisme serait le résultat d'un empoisonnement est dénigrant, en plus d'être scientifiquement controversé. Elle milite également pour la valorisation des qualités des personnes autistes, afin que l'annonce du diagnostic d'autisme ne soit plus vécue comme un drame pour les parents :

« L'autisme est autant une partie de notre humanité que la capacité de rêver. C'est l'une des possibilités dans notre monde. Il fait partie de la condition humaine [...]. »

— Kathleen Seidel, Interview par Andrew Solomon
Liane Holliday-Willey a créé le mot « Aspie » pour désigner les personnes avec syndrome d'Asperger dans son autobiographie à succès, Pretending to be normal, en 1999. Rudy Simone, auteur de L'Asperger au féminin, un ouvrage appelant à l’empowerment des femmes autistes, a créé puis popularisé le mot-valise « Aspergirl » pour désigner les femmes avec syndrome d'Asperger.

#### En France

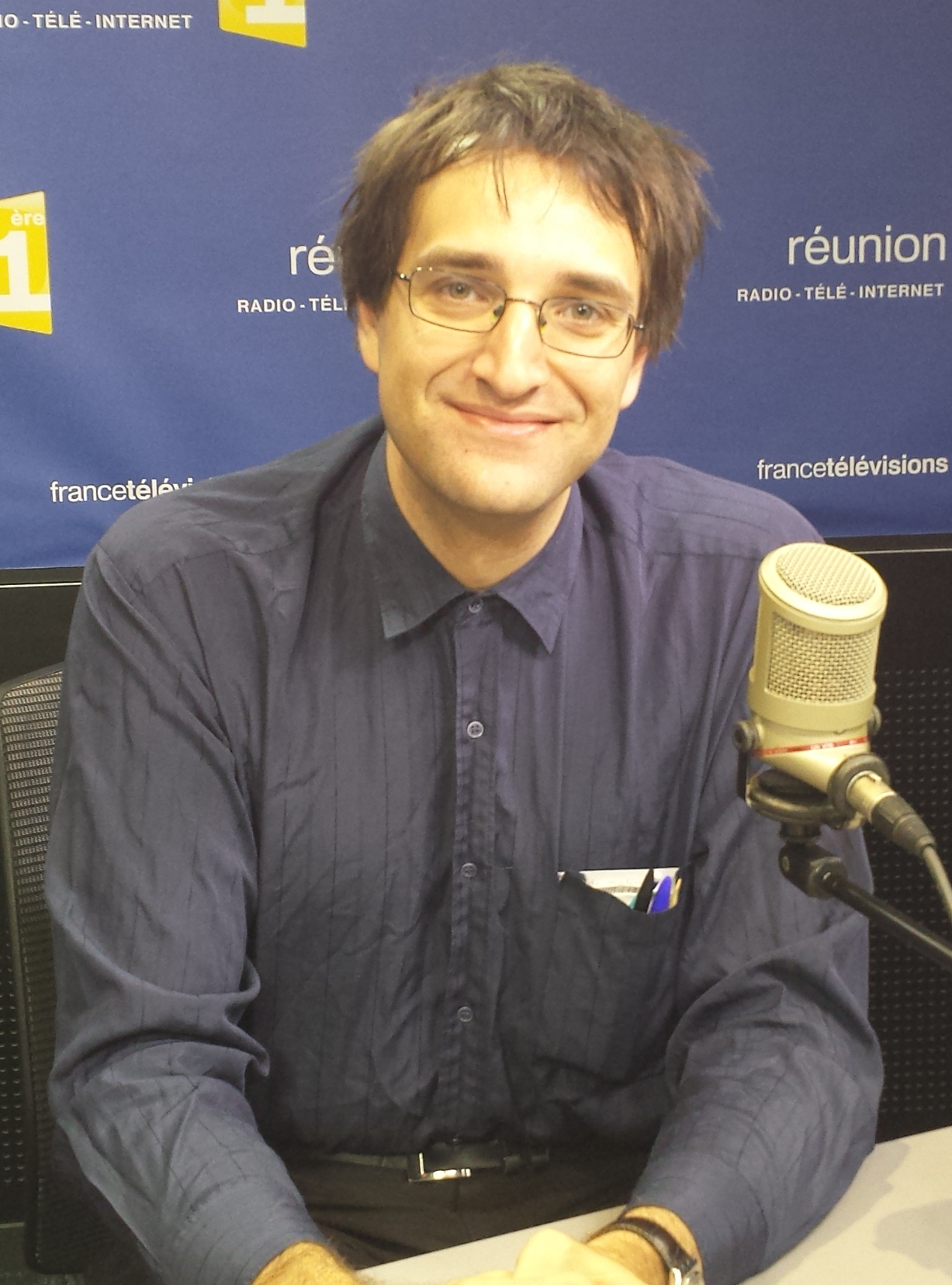
L'écrivain et militant français Josef Schovanec, créateur de l'« Autistan ».

D'après le pédopsychiatre français Jacques Constant, les premières revendications françaises sont le fait de Chantal Tréhin, la mère de Gilles Tréhin, qui commente en 1993 sur le site d'Autisme France la publication de témoignages et d'ouvrages anglo-saxons, en soulignant « qu'aux États-Unis et en Angleterre, les personnes autistes de haut niveau ont la parole dans les revues d'associations ». D'après Stéfany Bonnot-Briey, de l'association SATEDI, en 2002 et 2003, il n'existait aucune structure représentant les personnes autistes en France, en raison de la grande méconnaissance de l'autisme à haut niveau de fonctionnement et du syndrome d'Asperger. Les témoignages en ce domaine restent très rares, le mouvement étant peu implanté et peu médiatisé. Brigitte Chamak estime que la résistance des psychiatres français aux classifications internationales de l'autisme est à l'origine de ce décalage dans la constitution de communautés de personnes autistes. Les associations de parents bénéficient d'un quasi-monopole et ont beaucoup plus de visibilité médiatique que celles des personnes autistes, dont l'avis est souvent noyé dans les études de sociologie françaises[non neutre], qui confondent associations de parents et associations d'autistes. Aucune célébration de l′Autistic Pride Day n'existe en France en 2016.
Josef Schovanec, à la fois écrivain, philosophe et militant depuis 2007, défend la neurodiversité et le modèle social du handicap, puisque selon lui, l'autisme peut être reconnu « comme miroir de la société, de ses enjeux et de ses problèmes ». Il a créé à travers ses ouvrages et ses chroniques radio l'« Autistan », qu'il décrit comme « le pays des gens autistes ». Il a exprimé ses craintes d'une politique eugéniste en matière d'autisme. Il préfère à l'usage de l'expression « neurotypique » celle de « non-autiste », et à « autiste » ou « personne autiste » celle de « personne avec autisme », considérant l'autisme comme une part de son identité, mais non la seule façon de se définir. Il exprime des réserves quant au comportement et aux revendications de certains militants. La présidente de SOS Autisme France, Olivia Cattan, décrit ses conférences comme étant « pleines d'humour ».
Hugo Horiot a témoigné contre le retard des prises en charge en France et l'institutionnalisation, et en faveur de la société inclusive,. Alex Plank a réalisé un film documentaire intitulé Shameful (« honteux »), à propos de la situation des autistes en France.

Dimitri Fargette est une personne diagnostiquée autiste en 2015, à l'âge de 35 ans, et hospitalisé dans un établissement psychiatrique du Jura en unité de soins pour malades difficiles (UMD). Sa famille, notamment son frère Nicolas Fargette, décide d'organiser des opérations « coup de poing », durant l'année 2016. Ce dernier s'enchaîne tout d'abord aux grilles de la préfecture du Jura, puis quelques semaines plus tard, il escalade la façade de ce même bâtiment, pour y déployer une banderole, afin de dénoncer le sort de son frère. Cette situation concerne d'autres personnes autistes, comme l'a indiqué le Premier ministre français Édouard Philippe dans une déclaration du 6 avril 2018 : 
«  Aujourd'hui, nous sommes face à une obligation éthique, à une responsabilité collective car le lieu de vie des adultes autistes, au XXIe siècle, ne peut pas être l'hôpital. »

#### Au Royaume-Uni

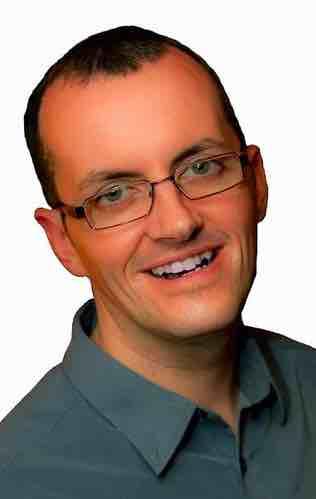
Le militant britannique Kevin Healey.

Le Royaume-Uni compte un grand nombre d'actions de sensibilisation à l'autisme. L'écrivain Daniel Tammet a nourri le débat autour de la reconnaissance positive du fonctionnement neurologique différent des personnes autistes, à travers ses ouvrages, mais n'a pas d'activités de militantisme. Originaire du Staffordshire, Kevin Healey milite depuis 2001, notamment contre le harcèlement scolaire et le cyberharcèlement que subissent souvent les enfants et adolescents autistes. En 2009, l'actrice britannique Lizzy Clark, diagnostiquée avec syndrome d'Asperger, a lancé une campagne d’empowerment intitulée Don't Play Me, Pay Me (« Ne me joue pas, paie-moi »), afin que les personnes handicapées puissent se lancer dans des carrières artistiques et en vivre.

#### En Suède
La Suède fait partie des pays où le mouvement est bien implanté. Une auteur suédoise, Gunilla Gerland, a écrit Une personne à part entière, un ouvrage dans lequel elle défend la neurodiversité. Elle soutient la théorie des causes uniquement biologiques de l'autisme, et d'après Brigitte Chamak, prend la parole « au nom de toutes les personnes autistes ». Le sentiment d'appartenance communautaire et le rôle de porte-parole sont renforcés par l'usage du pronom « nous ».

### Scientifiques impliqués

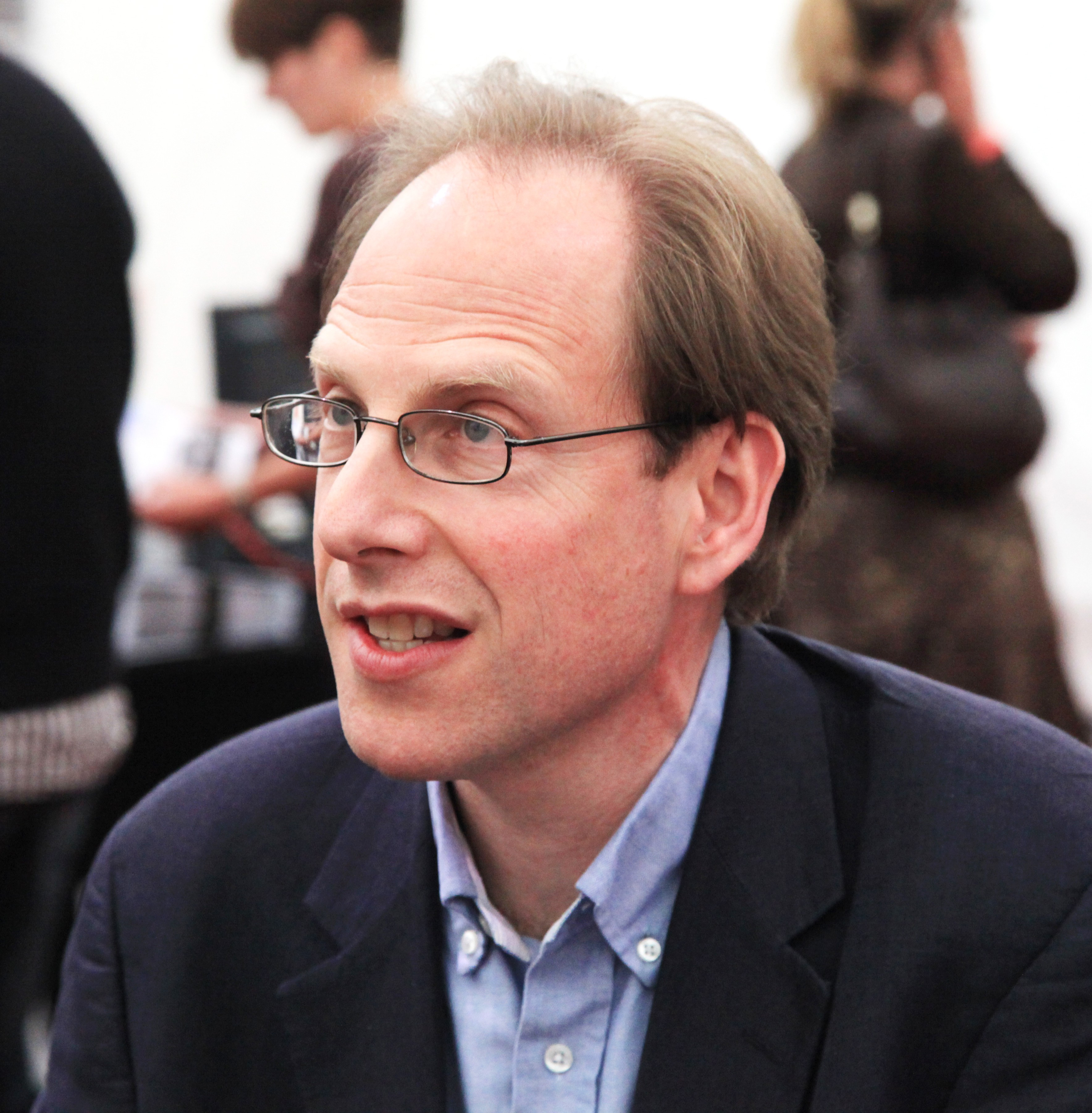
Le neuroscientifique britannique Simon Baron-Cohen souhaite que les formes d'autisme à haut niveau de fonctionnement et Asperger soient considérées comme des différences neurologiques.

Un certain nombre de chercheurs et de scientifiques défendent des positions similaires à celles du mouvement pour les droits des personnes autistes, voire en rejoignent la cause, ce qui est notamment le cas du psychologue britannique Tony Attwood. Le médecin neurologue britannique Oliver Sacks a présenté dans son ouvrage Un anthropologue sur Mars (1995) deux personnes autistes, Temple Grandin et Stephen Wiltshire, avec une certaine compassion et une description détaillée des défis auxquels elles doivent faire face dans leur vie quotidienne. Il a posé l'hypothèse que l'autisme soit également à l'origine de qualités et de succès, notamment dans son diagnostic rétrospectif du scientifique Henry Cavendish. Dès 1999, la psychiatre britannique Francesca Happé a posé la question de savoir si l'autisme pourrait être considéré comme un style cognitif particulier, plutôt que comme un déficit. En 2000, Simon Baron-Cohen a plaidé pour que le syndrome d'Asperger et l'autisme à haut niveau de fonctionnement ne soient plus jugés sous l'angle du déficit, mais plutôt sous celui de la différence, estimant que les avantages apportés par ces particularités médicales compensent les difficultés qu'elles génèrent,. En 2009, le médecin généraliste britannique et père d'un enfant autiste Michael Fitzpatrick a écrit Defeating Autism: A Dangerous Delusion (« Vaincre l'autisme, une dangereuse illusion »), un ouvrage dans lequel il défend la neurodiversité, et dénonce la montée en popularité des traitements biomédicaux, dans le cadre de la controverse sur le rôle de la vaccination dans l'autisme.
L'un des plus engagés est Laurent Mottron, chercheur cognitiviste français exerçant à Montréal, qui a écrit l'ouvrage L'Autisme : une autre intelligence, et compte Michelle Dawson parmi son équipe de chercheurs à l'université de Montréal. Il témoigne dans un article de la revue Nature en 2011, Changing perceptions: The power of autism (« Changer les perceptions : Le pouvoir de l'autisme ») sur la façon dont cette collaboration l'a conduit à considérer l'autisme comme une force. Il milite pour la reconnaissance du fait que la majorité des autistes ne sont pas déficients mentaux, et témoigne des difficultés que ces personnes rencontrent pour « vivre dans un monde qui n'a pas été bâti autour de leurs priorités et de leurs intérêts » :

« [...] mon groupe de recherche et d'autres estiment que l'autisme doit être décrit et étudié comme une variante au sein de l'espèce humaine. Ces variations dans la séquence ou l'expression du gène peuvent avoir des conséquences adaptatives ou inadaptées, mais elles ne peuvent pas être réduites à une erreur de la nature qui devrait être corrigée. »

— Laurent Mottron
La neuroscientifique Fabienne Cazalis s'est exprimée dans Pour la science en faveur d'une meilleure prise en compte des particularités autistiques dans la société française. Brigitte Chamak souligne que la plupart des scientifiques qui soutiennent la neurodiversité tirent leur position d'une expérience avec des personnes autistes à haut niveau de fonctionnement ou Asperger.
L'économiste Tyler Cowen s'est entretenu avec Temple Grandin des avantages économiques apportés par les personnes autistes dans la société, estimant que « les personnes du spectre autistique font partie intégrante de nombreuses facettes économiques du monde, et apportent leur contribution en matière de finances, de compétences intellectuelles, de culture et de marchés politiques », ajoutant que leurs talents en organisation d'informations ont une extrême valeur dans la société actuelle. Comme Temple Grandin, il déplore que la condition d'autiste reste stigmatisante. Par ailleurs plusieurs chercheurs universitaires ayant reçu un diagnostic, comme Stephen M. Shore, participent directement au mouvement.

### Journalistes impliqués

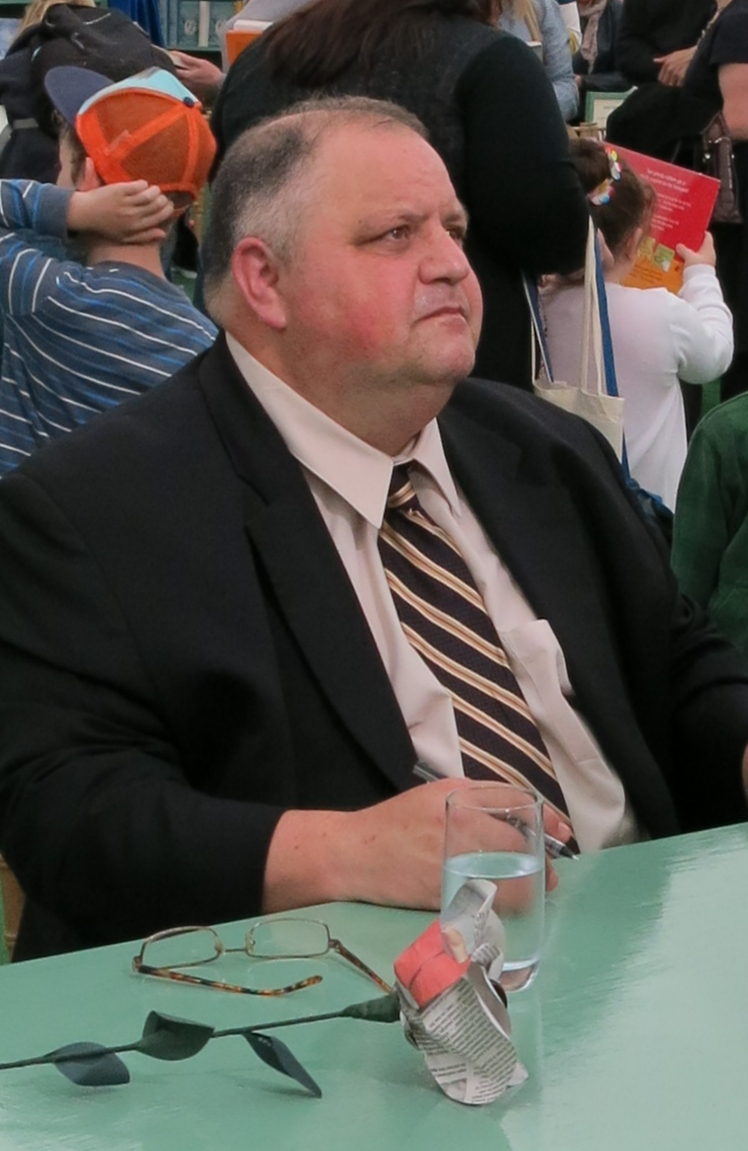
Steve Silberman pendant une séance de dédicaces en 2016.

Steve Silberman, écrivain-journaliste auteur de The Geek Syndrome, lauréat d'un prix Samuel-Johnson, invite à remettre en cause la frontière tracée entre normalité et anormalité dans son ouvrage succès de librairie, NeuroTribes. Il déplore que l'argent levé par des associations comme Autism Speaks serve à de la recherche génétique pour trouver les causes de l'autisme, plutôt qu'à l'amélioration des conditions de vie des personnes autistes et de leurs parents, renforçant ainsi l'idée selon laquelle il s'agit d'une maladie et d'une anomalie. Il témoigne que la fréquentation de la conférence Autreat lui a été beaucoup plus utile pour comprendre ce que vivent les personnes autistes que la lecture d'une centaine d'études sur le sujet : « [...] ils m'ont offert la chance de représenter une minorité neurologique pour la première fois de ma vie, ce qui m'a ouvert l'esprit sur les défis que les personnes autistes doivent relever dans une société qui n'a pas été bâtie pour eux, et m'a détrompé sur certains préjugés pernicieux, tel que celui selon lequel les personnes autistes manqueraient d'humour et d'imagination créatrice. Après seulement quatre jours au « pays des autistes », le monde ordinaire m'est apparu comme un assaut sensoriel permanent ». Il défend également la neurodiversité et la notion de spectre autistique :

« En fait, selon les estimations de prévalence actuelles, les personnes autistes constituent l'une des plus vastes minorités de la planète. »

— Steve Silberman, NeuroTribes.

### Associations
Il existe différentes associations de défense des droits des personnes autistes, principalement américaines. Certaines ne comptent que des personnes autistes, d'autres regroupent également des parents et des professionnels de santé. Ces associations adoptent des positions plus ou moins modérées. Au Royaume-Uni, où il en existe plusieurs, des associations plus radicales ont été créées en réaction aux positions de la National Autistic Society, considérée comme n'étant pas assez engagée. Ces groupes estiment que les personnes autistes constituent une minorité dominée par des non-autistes qui ne comprennent pas leurs besoins et leurs aspirations.
| Nom                                      | Année de création | Description | Pays ou région                   | Statut                         |
| ---------------------------------------- | ----------------- | --- | -------------------------------- | ------------------------------ |
| National Autistic Society (NAS)          | 1962              | Œuvre de charité britannique fondée pour venir en aide aux personnes autistes. S'oriente sur le soutien et l'éducation. | Royaume-Uni                      | Association caritative         |
| Autisme Europe (AE)                      | 1983              | Fédération d'ONG du domaine de l'autisme visant à représenter les personnes autistes auprès des institutions européennes, promouvoir leurs droits et leur dignité, sensibiliser aux prises en charge, à l'éducation et au bien-être, contacter et coordonner les ONG du domaine de l'autisme, échanger informations et expériences. | Europe                           | ONGI                           |
| Autism National Committee (AutCom)       | 1990              | Organisme visant la justice sociale pour toutes les personnes autistes. Lutte contre le harcèlement scolaire des autistes et défend la communication facilitée. | États-Unis                       | 501c(3)                        |
| Autism Network International (ANI)       | 1992              | Première association créée par et pour des personnes autistes. | États-Unis                       |                                |
| The Worldwide Autism Association (WAA)   | 1998              | Organisme international d'auto-soutien pour personnes autistes, | Suisse                           |                                |
| SATEDI                                   | 2004,             | Principale association francophone créée par des personnes autistes, pour la diffusion de connaissances sur les TSA,. Elle ne défend pas la neurodiversité ni la vision identitaire. | Belgique, France, Québec, Suède. | Association loi de 1901        |
| Aspies For Freedom (AFF)                 | 2004              | Association britannique luttant contre les politiques eugénistes, pour la reconnaissance d'une communauté culturelle, et pour la fierté autiste,. A compté jusqu'à 20 000 membres. Désormais inactive. | Royaume-Uni                      |                                |
| Autistic Liberation Front (ALF)          | 2005              | Association américaine créée par Amanda Baggs et Laura Tisoncik pour « libérer la minorité autiste opprimée », entre autres en combattant la recherche d'un remède à l'autisme. | États-Unis, Royaume-Uni          |                                |
| The Autism Acceptance Project (TAAP)     | 2006              | Créé par Ésthée Klar, mère d'un enfant autiste, avec l'aide d'un comité directeur composé de personnes autistes. | Canada                           | Association caritative         |
| Autistic Self Advocacy Network (ASAN)    | 2006              | Cocréé par Ari Ne'eman pour lutter contre les représentations négatives de l'autisme grâce à l'auto-soutien. | États-Unis                       | 501c(3)                        |
| Les 4A                                   | 2009              | Regroupement de 7 associations françaises pour la défense des droits des personnes autistes sans déficience intellectuelle, regroupant parents et adultes autistes (Asperansa, l'Ass des as, Teddy, Apipa-Asperger-TED, Asperger-accueil, Atypik et Als'Asperger),. À l'origine de la création de la Journée nationale du syndrome d'Asperger en 2014. Les 4A ne défend pas explicitement la neurodiversité ni les droits des personnes autistes comme minorités.[réf. souhaitée] | France                           | Associations loi de 1901       |
| Autism Women's Network (AWN)             | 2009              | Association intersectionnelle créée par plusieurs femmes autistes, visant à défendre à la fois les droits des autistes et le féminisme | États-Unis                       | 501c(3)                        |
| Autistic UK                              | 2010              | Association britannique créée par des personnes autistes pour la défense des droits des autistes du Royaume-Uni. Organise l'Autistic Pride Day à Londres depuis 2015. | Royaume-Uni                      | Association à but non lucratif |
| Thinking Person's Guide To Autism (TPGA) | 2010              | Source d'informations en ligne visant à aider et soutenir les personnes autistes. | États-Unis                       | 501c(3)                        |
| The I Can Network (TICN)                 | 2013              | Groupe d'auto-soutien australien fondé par et pour des personnes avec TSA. | Australie                        |                                |
| Autistic Minority International (AMI)    | 2013              | Groupe d'auto-soutien fondé pour obtenir la reconnaissance de la communauté autiste comme minorité culturelle et une protection globale des personnes autistes contre les discriminations | Suisse                           | ONGI                           |
| Aut'Créatifs                             | 2013              | Organisme de personnes autistes pour la reconnaissance positive de l'autisme | Québec, Canada                   | OSBL                           |
| White Unicorn e.V.                       | 2015              | Association pour le développement d'un environnement favorable aux autistes | Allemagne                        | association enregistrée        |
| CLE-Autistes                             | 2018              | Collectif pour la liberté d'expression des personnes autistes œuvrant pour les droits fondamentaux et l'autodétermination, géré par et pour les personnes autistes | France                           | Association loi de 1901        |

#### en

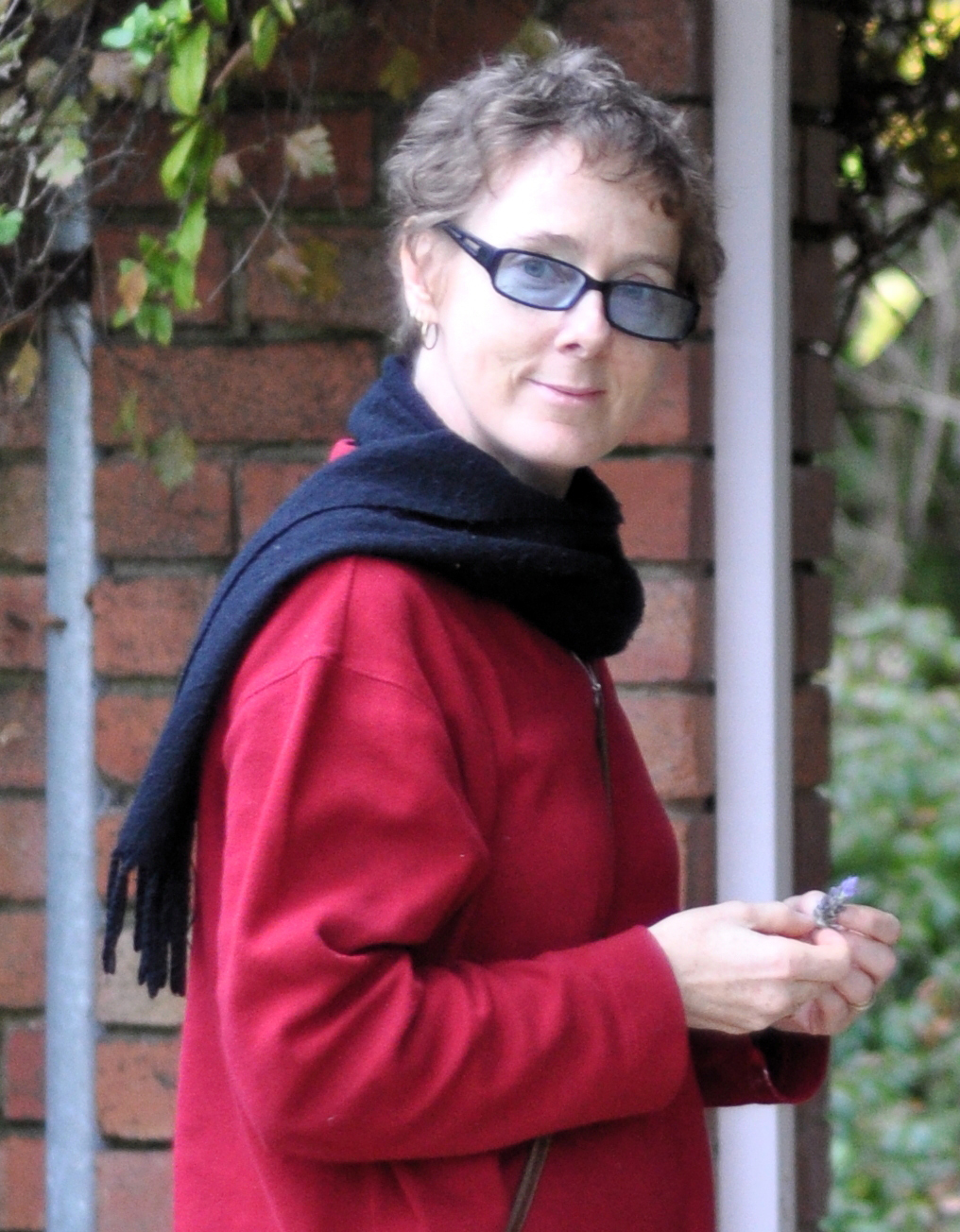
Donna Williams, membre fondateur de l'ANI.

#### Autism Network International
Autism Network International (ANI, Réseau international de l'autisme) est la première association historiquement créée entre personnes autistes. Créée en 1991 par Jim Sinclair, Kathy Lissner Grant et Donna Williams, à l'occasion d'une conférence de la société américaine de l'autisme, elle vient en réaction à l'idée couramment popularisée par les associations de parents, selon laquelle l'autisme serait une tragédie. Selon sa propre définition, il s'agit d'un réseau créé par et pour des personnes autistes, dont le but est de permettre aux autistes de vivre décemment, sans les rendre non-autistes, ni chercher à les isoler du reste du monde. Elle met l'accent sur la formation continue et édite un périodique, Our Voice (Notre Voix).

#### Aspies For Freedom
Aspies For Freedom (AFF, Aspies pour la liberté) est un organisme de charité britannique fondé en 2004 par Amy et Gareth Nelson, en réaction aux risques de politique eugéniste en matière d'autisme,. Cette association devenue leader du mouvement au Royaume-Uni s'est fait connaître en adressant la même année une pétition aux Nations Unies, demandant la reconnaissance de la communauté autiste en tant que minorité culturelle. La demande n'a pas abouti, mais AFF a mis en ligne une Declaration of the autism community (Déclaration de la communauté autiste), détaillant les raisons de demander cette reconnaissance et les travaux en cours pour la faire aboutir. L'AFF a également proposé le 18 juin pour célébrer chaque année l′Autistic Pride Day (journée de la fierté autiste). AFF se positionne contre les prises en charge jugées nocives (chélation, ABA), pour la défense de la notion de spectre autistique et la déconstruction des différences entre formes d’autisme.
Amy et Gareth Nelson ont mis en ligne des parodies du site d′Autism Speaks, arguant que cette dernière association n'est pas porte-parole des personnes autistes, mais au contraire, réduit leurs voix et leurs revendications au silence. Gareth Nelson et les autres membres d'AFF s'opposent à la création de tests prénataux pour les troubles du spectre de l'autisme, et décrivent l'autisme comme une différence plutôt qu'une déficience.

#### Autistic Self Advocacy Network
L′Autistic Self Advocacy Network (ASAN, Réseau d'auto-soutien autistique) a été cocréé par Ari Ne'eman, diagnostiqué avec un syndrome d'Asperger, en 2006, pour dénoncer une campagne publicitaire de l'université de New York lancée le 1er décembre 2007, présentant l'autisme comme une maladie grave, une épidémie et une fatalité qui « enlève les enfants ». L'action de l'ASAN rencontre un vaste écho médiatique et se conclut sur un succès, puisque les affiches sont ôtées trois semaines plus tard. Harold Koplewicz, le directeur du Child Study Center à l'origine de cette campagne, admet avoir commis une erreur : « je pensais que nous combattions l'ignorance, je ne pensais pas que nous combattions des patients adultes ». L'année suivante, l'ASAN s'oppose à une campagne publicitaire de la PETA suggérant un lien entre la caséine du lait et l'autisme.
De manière générale, l'ASAN rejette les représentations de l'autisme vivant à effrayer les parents en donnant une image très négative de ces troubles, ce qui conduit selon Ne'eman à l'idée selon laquelle les autistes ne peuvent pas vivre parmi la société, et à les envoyer « pourrir » dans des institutions spécialisées.

#### SATEDI
D'après Brigitte Chamak, SATEDI (Spectre autistique trouble envahissant du développement international) est la première association francophone créée par et pour les personnes autistes, en l'occurrence le 4 février 2004, par une Québécoise et une Française ayant toutes deux un syndrome d'Asperger. Elle reste la principale association de personnes autistes agissant en France et dans les pays francophones. Cette association est également active au Québec, en Suède et en Belgique. Elle adopte un discours visant à diffuser des informations fiables sur les TSA aux familles et aux personnes autistes, sans communautarisme ni revendication du concept de neurodiversité,,. Cette association s'est rapprochée des positions d'Autisme France, qui a proposé à quelques-uns de ses membres de faire partie de leur conseil d’administration.

### Réunions
Il existe aussi des réunions événementielles organisées à l'origine par et pour les personnes autistes, principalement aux États-Unis. La première du genre, « Autreat » (pour Autistic Retreat, soit « refuge autistique »), est créée en 1996. Cette réunion annuelle est conçue pour être agréable aux personnes autistes, dans un cadre campagnard. L'environnement y est contrôlé pour éliminer les sources potentielles de stress et de surcharges sensorielles, et permettre aux personnes autistes de se relaxer et de se rencontrer. Également, l'ANI a mis en place dès la première édition un code couleur sous forme de badge à porter, permettant aux personnes autistes même non verbales d'exprimer leur désir ou non d'avoir des interactions sociales. Cette première édition, tenue en juillet ou août 1996, a accueilli une cinquantaine ou une soixantaine de personnes, dont des parents d'autistes, ainsi qu'un ou deux professionnels de santé. En 2004, avec l’accroissement des participants, Autreat est déplacé sur un campus universitaire. La plupart des participants sont des autistes « à haut niveau de fonctionnement », mais quelques-uns sont non verbaux. Certains participants témoignent à l'occasion de ces rencontres du bien-être que leur a apporté la sensation de retrouver leur communauté, et comparent les participants à la réunion à une diaspora.
D'autres événements du même type sont lancés, dont le Project Empowerment en Suède. Au Royaume-Uni, Gareth Nelson crée la réunion « Autscape », une rencontre sur trois jours dont l'édition 2007 s'est tenue à Somerset, également dans un environnement contrôlé pour être Autism friendly (calme et sans lumières fluorescentes), où « les comportements considérés comme étranges par les neurotypiques, tels que les stéréotypies et l'absence de compétences sociales, sont considérés comme la norme ». D'après Silberman, le commentaire le plus fréquent des personnes autistes participant à ces réunions est le sentiment, pour la première fois de leur vie, « de ne plus se sentir handicapées ».
Par ailleurs, les personnes autistes adultes organisent des rencontres ponctuelles de type « café Asperger », pour échanger et s'entraider. De nombreuses associations de rencontres existent, comme Asperger-amitié en région parisienne, qui est parrainée par Josef Schovanec. D'après le psychanalyste Hervé Bentata, bien que cette volonté de créer des liens paraisse contradictoire avec les difficultés de communication propres à l'autisme, elle s'explique par la forte utilisation d'Internet et des réseaux sociaux en amont, permettant d'éviter les interactions en face-à-face. Josef Schovanec recommande deux forums de discussion aux francophones, celui de l'association Asperansa et celui de l'association SATEDI.

## Critiques et controverses
Dès l'origine, le mouvement pour les droits des personnes autistes a créé des polémiques, en raison de divergences d'opinion liées à l'existence d'une bataille de l'autisme à l'échelle internationale. Il fait l'objet de critiques variées, venues principalement de parents d'autistes, mais aussi de personnes autistes qui ne partagent pas ces idées, et de professionnels de santé. Les parents les plus opposés jugent aberrant de « célébrer une pathologie mentale ». Cette opposition entre associations de parents et associations de personnes autistes est plus forte dans les pays anglo-saxons, elle ne se manifeste pas ou que peu en France, où les associations de personnes autistes collaborent avec celles des parents et les pouvoirs publics. Le philosophe français Denis Forest note que la défense du concept de neurodiversité s'accompagne d'une « forte défiance à l'égard du savoir médical contemporain ». Le psychiatre et psychanalyste français Jacques Hochmann s'exprime ouvertement contre ce mouvement. Il regrette la prise en compte de plus en plus fréquente de l'« expertise profane » des personnes autistes dans les différents plans autisme en France. Pour lui, « les plus extrêmes nient être atteints de troubles quelconques et s’opposent non seulement aux approches dites psychanalytiques mais à toute forme d’éducation spécialisée ». Il s'oppose également à l'idée que leur « souffrance éventuelle » puisse provenir « d’une société incapable de tolérer leurs particularités et de s’y adapter ». Le pédopsychiatre français Jacques Constant estime que la nature même du mouvement l'expose à un risque de dérive sectaire : « En effet, en se regroupant entre elles, les personnes TED ont tendance à découper la société en deux catégories trop distinctes : d'un côté les TED sans imagination ni sens social mais avec un sentiment d'appartenir à une minorité sous-estimée dans ses potentialités logiques ; et de l'autre les « neurotypiques » entravés par leur imagination et leur sens social pour comprendre les TED ! »

### Modification de la définition de l'autisme

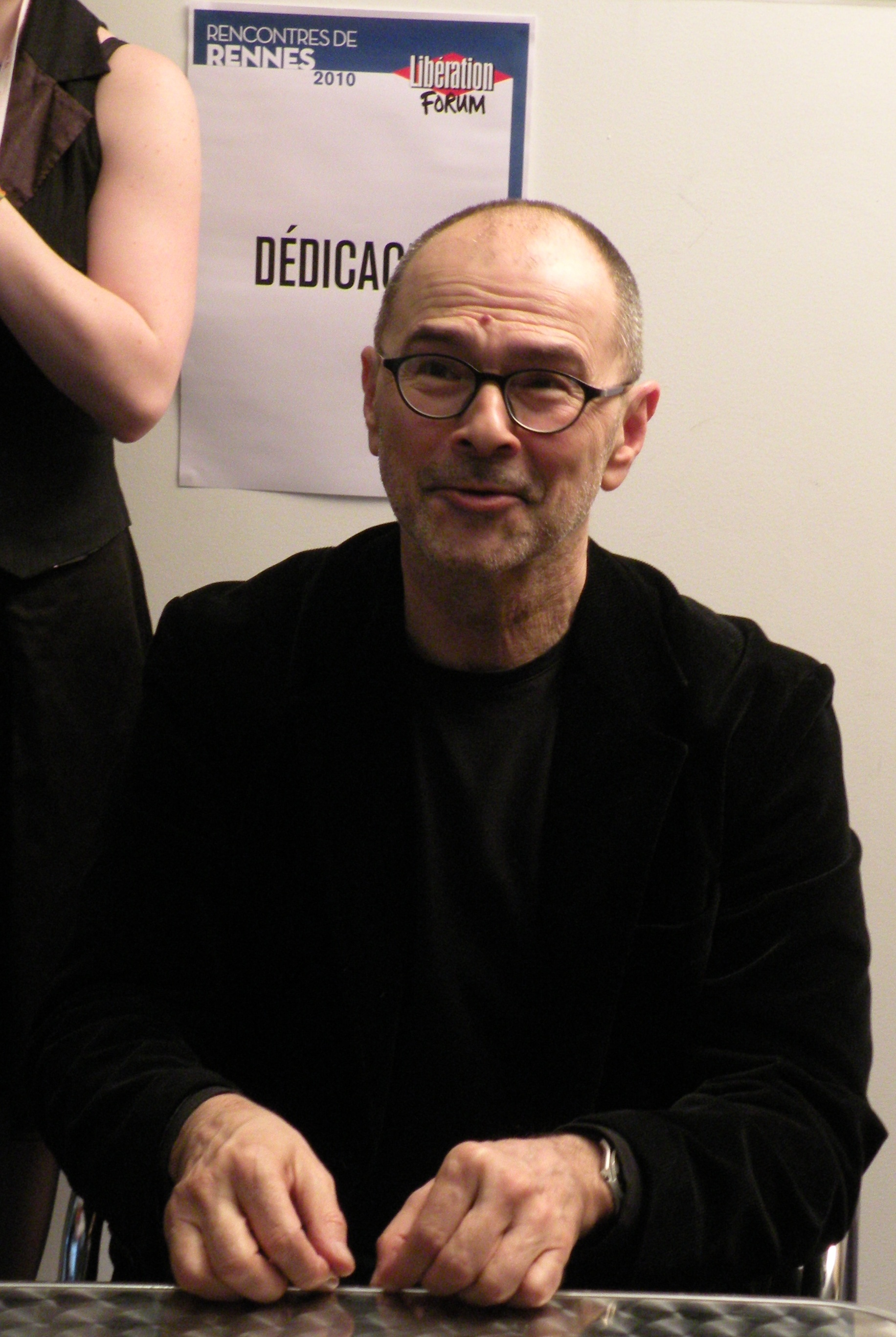
Alain Ehrenberg critique la modification de définition de l'autisme induite par la notion de neurodiversité.

Le sociologue français Alain Ehrenberg soulève le problème des modifications créées par ce mouvement en matière de perception de l'autisme, qui tend à quitter le champ du trouble psychique et de la psychiatrie, pendant que de nouvelles pathologies issues de problèmes sociaux y entrent. Pour Steven Hyman, du National Institute of Mental Health (NIMH), considérer des personnes qui étaient jadis désignées comme handicapées mentales comme de simples excentriques risque de déboucher sur une crise de santé publique. À l'inverse, Brigitte Chamak estime que la volonté de nombreuses personnes adultes non diagnostiquées, de recevoir un diagnostic officiel d'autisme pour se reconnaître comme parties de la « communauté autiste », peut entraîner une stigmatisation, car des personnes qui étaient autrefois perçues comme bizarres ou excentriques sont désormais définies comme « autistes ». En s'appuyant sur un article de Ian Hacking, elle note que l'existence d'un mouvement de défense des droits des autistes s'accompagne d'une augmentation des demandes de diagnostic, débouchant souvent sur des confirmations.

### Non-représentation de l'autisme sévère
La représentation des personnes aux différents niveaux des TSA (autisme léger, moyen ou sévère) est controversée. Ces critiques font valoir que toute personne concernée par les TSA qui est capable de s'exprimer contre l'idée d'être « soignée » doit avoir une forme d'autisme considérée comme légère, autisme à haut niveau de fonctionnement ou syndrome d'Asperger. Lenny Schafer, un Américain père d'un enfant autiste « sévère » et auteur du Schafer Autism Report, a suggéré qu'au sein de ce mouvement, toute utilisation du mot « autisme » devrait être changée en « syndrome d'Asperger » pour lui donner sens. En réponse à cette critique, Michelle Dawson fait valoir le contre-argument de l'incorporation du syndrome d'Asperger aux autres TSA dans le DSM-5.
Lorsqu'une personne autiste prend la parole pour défendre les droits de sa communauté, elle est souvent accusée de « ne pas être assez autiste », ou du moins, pas assez pour représenter les personnes ayant des formes d'autisme sévères,. Jacques Constant souligne que depuis les années 2000, le mouvement et les représentations médiatiques du syndrome d'Asperger tendent à entraîner une assimilation de l'autisme à une forme d'intelligence exceptionnelle. Il existe cependant parmi ce mouvement des militants non verbaux qualifiés d'autistes sévères, entre autres Amy Sequenzia et Amanda Baggs.

### Nécessité du soin

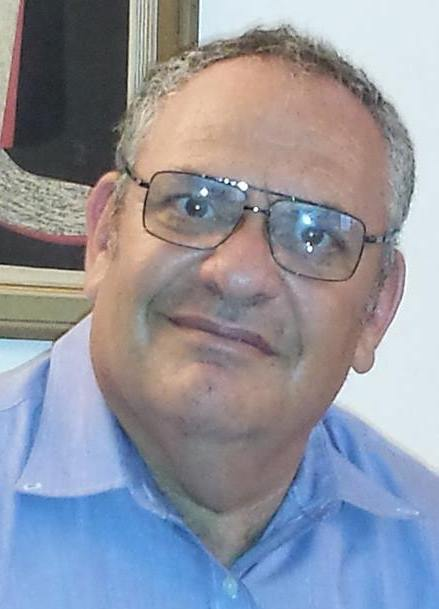
Le militant Jonathan Mitchell souhaite être soigné de l'autisme.

Les parents d'enfants autistes qui considèrent les TSA comme une maladie ou un handicap estiment que des thérapies visant à supprimer les stéréotypies doivent être proposées dans l'intérêt de leurs enfants, car ils pensent que cela va réduire leurs souffrances futures. Dans le mouvement anglophone, cette position dans le modèle médical de l'autisme est dénommée pro-cure perspective (position pro-soin),. En France, le président de l'association Vaincre l'autisme a déclaré que la démarche des militants de la neurodiversité n'a pas de fondement scientifique, et que cette minorité militante cache les souffrances des personnes dont l'autisme est plus lourd.
Lenny Schafer a répondu au mouvement anti-soin que cette attitude démontre « un typique manque d'empathie des autistes, qui estiment qu'ils ne devraient pas aider leurs enfants ». Il estime que cette « minorité de gens », faisant l'objet d'attention médiatique pour redéfinir l'autisme comme un avantage, devrait être « ignorée ». Mark Blaxill, un autre parent leader du mouvement anti-vaccin, va plus loin en les qualifiant de « nuisibles ».
Le mouvement est également critiqué par des personnes autistes qui expriment leur désir d'être soignées. Jonathan Mitchell, un opposant à la neurodiversité, estime que son autisme lui cause des souffrances, l'empêche de se marier, d'écrire correctement, de tisser des relations et de se concentrer.

### «Faux» autistes
Plusieurs personnes ont signalé l'existence de militants qui se revendiquent autistes, mais ne le seraient pas. Jacques Hochmann remet en cause l'existence d'une forme d'autisme dite de haut niveau chez au moins une partie des militants, estimant qu'il s'agit d'« une création sociale, un vêtement proposé par la diffusion médiatique des descriptions de Kanner et d’Asperger, endossé par un certain nombre de personnes qui trouvent ainsi une façon de sortir de leur solitude et de faire entendre, autrement que dans le registre de la maladie, leurs difficultés existentielles ».
Emmanuel Dubrulle, président de l'association SATEDI, témoigne en 2012 d'avoir observé « les agissements de personnes qui ont cherché à obtenir un diagnostic et qui ont petit à petit composé un personnage de SA et si cela ne suffisait pas, de SA avec des handicaps prononcés, avec des problèmes d’élocutions qui n’existaient pas quelques mois avant, des difficultés de compréhension qui n’existaient pas non plus, en bref ces personnes s’entraînaient à avoir l’air de plus en plus « atteintes », parfois elles y arrivent vraiment au point de leurrer des psychologues cliniciens et des psychiatres en développant une personnalité de surface mais qu’elles rendent de plus en plus permanente ». Certains psychiatres et pédopsychiatres français refusent de poser le diagnostic d'autisme à des personnes qui le demandent « peut-être pour ne pas s'exposer à l'effort de modifier leurs représentations ou par fidélité aux conceptions de leur jeunesse, estim[a]nt que les personnes qui parlent aujourd'hui ne sont pas d'authentiques autistes ».
L'auteur militante et conférencière américaine Rudy Simone explique dans le Time en 2011 qu'elle s'est auto-diagnostiquée Asperger, faute de trouver un professionnel de santé qui la croie. En décembre 2014, elle écrit sur son blogue qu'elle estime ne plus appartenir au spectre des troubles autistiques.

### Communautarisme et comportement de certains militants
D'après Josef Schovanec, la critique du militantisme des personnes autistes par d'autres personnes autistes fait l'objet d'un tabou. Lui-même a observé des comportements problématiques. Les différentes structures associatives gérées par des autistes connaissent les mêmes problèmes de lutte de pouvoir et de rivalité interne que les autres associations, ce qui génère haine et paranoïa. Il témoigne avoir vu s'exprimer quelques militants américains croyant en la suprématie intrinsèque des autistes. Pour Jonathan Mitchell, le concept de neurodiversité « vise souvent un public vulnérable », avec une faible estime de soi, pour lequel cette idée constitue une échappatoire séduisante. Laurent Mottron, qui soutient ce mouvement, estime qu'un risque, à terme, serait qu'un nombre croissant de militants se prennent pour des mutants ou des surhommes. Emmanuel Dubrulle dénonce le « jeu idiot » qui consiste « à diagnostiquer des célébrités vivantes ou mortes depuis bien longtemps ».
Jacques Hochmann dénonce « un communautarisme propre aux autistes ». Larry Arnold, première personne autiste à avoir rejoint le comité directeur de la National Autistic Society, au Royaume-Uni, regrette que des militants radicaux souhaitent constituer une « communauté autiste » qui vivrait à part, et déplore la « naïveté politique » des membres de l'association Aspies For Freedom.